# Danh sách Đại biểu Quốc hội Việt Nam khóa XV
Ngày 23 tháng 5 năm 2021, các cử tri Việt Nam tham gia cuộc bầu cử Đại biểu Quốc hội để chọn đại biểu Quốc hội Việt Nam khóa XV nhiệm kì 2021–2026 từ các ứng cử viên (bao gồm cả đề cử và tự ứng cử) đại biểu Quốc hội khóa XIV tại các đơn vị bầu cử trong cả nước. Đến ngày 10 tháng 6 cùng năm, Hội đồng bầu cử Quốc gia công bố kết quả của cuộc bầu cử, tổng số Đại biểu Quốc hội trúng cử là 499 người trên tổng số 866 người ứng cử.
Dưới đây là Danh sách Đại biểu Quốc hội Việt Nam khóa XV theo tỉnh thành được sắp xếp theo đơn vị bầu cử và thứ tự bảng chữ cái.

## Hà Nội
Miễn nhiệm hoặc bãi nhiệm hoặc cách chức hoặc qua đời
| Đơn vị | Địa phương                                 | Người trúng cử     | Tỷ lệ (%) | Ghi chú |
| ------ | ------------------------------------------ | ------------------ | --------- | --- |
| 1      | - Ba Đình - Đống Đa - Hai Bà Trưng         | Nguyễn Trúc Anh    | 71,88     | Giám đốc Sở Quy hoạch - Kiến trúc thành phố Hà Nội 2.2023: Bí thư Huyện ủy Hoài Đức |
| 1      | - Ba Đình - Đống Đa - Hai Bà Trưng         | Nguyễn Quốc Duyệt  | 83,65     | Thiếu tướng, Tư lệnh Bộ Tư lệnh Thủ đô Hà Nội 8.2022: Trung tướng, Tư lệnh Bộ Tư lệnh Thủ đô Hà Nội |
| 1      | - Ba Đình - Đống Đa - Hai Bà Trưng         | Nguyễn Phú Trọng   | 93,23     | Từ trần ngày 19 tháng 7 năm 2024 |
| 2      | - Hoàn Kiếm - Long Biên - Đông Anh         | Nguyễn Hữu Chính   | 84,54     | Chánh án Tòa án nhân dân thành phố Hà Nội |
| 2      | - Hoàn Kiếm - Long Biên - Đông Anh         | Trương Xuân Cừ     | 76,58     | Phó Chủ tịch Thường trực Trung ương Hội Người cao tuổi |
| 2      | - Hoàn Kiếm - Long Biên - Đông Anh         | Bùi Huyền Mai      | 77,84     | Trưởng ban Tuyên giáo Thành ủy Hà Nội 11.2022: Bí thư Quận ủy Thanh Xuân |
| 3      | - Cầu Giấy - Nam Từ Liêm - Thanh Xuân      | Dương Minh Ánh     | 74,56     | Hiệu trưởng Trường Cao đẳng Nghệ thuật Hà Nội |
| 3      | - Cầu Giấy - Nam Từ Liêm - Thanh Xuân      | Nguyễn Phi Thường  | 82,86     | Chủ tịch Liên đoàn Lao động thành phố Hà Nội 11.2022: Giám đốc Sở Giao thông Vận tải thành phố Hà Nội                                                                                                  |
| 3      | - Cầu Giấy - Nam Từ Liêm - Thanh Xuân      | Nguyễn Ngọc Tuấn   | 81,78     | Chủ tịch Hội đồng nhân dân thành phố Hà Nội |
| 4      | - Hoàng Mai - Gia Lâm                      | Đặng Minh Châu     | 79,97     | Phó Chủ tịch Hội đồng trị sự giáo hội Trung ương Phật giáo |
| 4      | - Hoàng Mai - Gia Lâm                      | Đinh Tiến Dũng     | 91,25     | Thôi chức ngày 25 tháng 6 năm 2024 |
| 4      | - Hoàng Mai - Gia Lâm                      | Vũ Thị Lưu Mai     | 78,46     | Ủy viên Thường trực Ủy ban Tài chính – Ngân sách Quốc hội 7.2021: Phó Chủ nhiệm Ủy ban Tài chính – Ngân sách Quốc hội                                                                                  |
| 5      | - Tây Hồ - Bắc Từ Liêm - Hoài Đức          | Vũ Tiến Lộc        | 75,31     | Qua đời ngày 5 tháng 8 năm 2024 |
| 5      | - Tây Hồ - Bắc Từ Liêm - Hoài Đức          | Bùi Hoài Sơn       | 73,53     | Viện trưởng Viện Văn hóa nghệ thuật quốc gia 7.2021: Ủy viên Thường trực Ủy ban Văn hóa, Giáo dục Quốc hội                                                                                             |
| 5      | - Tây Hồ - Bắc Từ Liêm - Hoài Đức          | Nguyễn Hải Trung   | 73,15     | Trung tướng, Giám đốc Công an thành phố Hà Nội |
| 6      | - Thanh Trì - Thanh Oai                    | Phạm Đức Ấn        | 77,95     | Chủ tịch HĐTV Ngân hàng Agribank 12.2024: Chuyển sinh hoạt sang Đoàn ĐBQH tỉnh Quảng Ninh |
| 6      | - Thanh Trì - Thanh Oai                    | Đỗ Đức Hồng Hà     | 84,57     | Ủy viên Thường trực Ủy ban Tư pháp Quốc hội 7.2021: Phó Chủ nhiệm Ủy ban Tư pháp Quốc hội |
| 6      | - Thanh Trì - Thanh Oai                    | Nguyễn Kim Sơn     | 80,46     | Phó Giáo sư, Bộ trưởng Bộ Giáo dục và Đào tạo |
| 7      | - Phúc Thọ - Ba Vì - Đan Phượng - Sơn Tây  | Trần Việt Anh      | 77,86     | Giám đốc Trung tâm Bảo tồn di sản Thăng Long – Hà Nội, Giám đốc Ban Quản lý dự án Bảo tồn, tôn tạo Khu di tích Cổ Loa – Thành cổ Hà Nội 7.2021: Ủy viên chuyên trách Ủy ban Văn hóa, Giáo dục Quốc hội |
| 7      | - Phúc Thọ - Ba Vì - Đan Phượng - Sơn Tây  | Trần Thị Nhị Hà    | 74,62     | Giám đốc Sở Y tế thành phố Hà Nội 3.2024: Phó Trưởng Ban Dân nguyện thuộc Ủy ban Thường vụ Quốc hội |
| 7      | - Phúc Thọ - Ba Vì - Đan Phượng - Sơn Tây  | Phạm Thị Thanh Mai | 80,61     | Bí thư Thị ủy Sơn Tây 7.2021: Phó Trưởng đoàn ĐBQH thành phố Hà Nội |
| 8      | - Quốc Oai - Chương Mỹ - Thạch Thất        | Khuất Việt Dũng    | 74,69     | Trung tướng, Phó Chủ tịch Hội Cựu chiến binh |
| 8      | - Quốc Oai - Chương Mỹ - Thạch Thất        | Nguyễn Thị Lan     | 70,73     | Giám đốc Học viện Nông nghiệp Việt Nam |
| 8      | - Quốc Oai - Chương Mỹ - Thạch Thất        | Lê Nhật Thành      | 69,66     | Đại tá, Phó Cục trưởng Cục An ninh nội địa 7.2021: Ủy viên chuyên trách Hội đồng Dân tộc Quốc hội |
| 9      | - Ứng Hòa, Mỹ Đức - Phú Xuyên - Thường Tín | Tạ Đình Thi        | 75,55     | Tổng cục trưởng Tổng cục Biển và Hải đảo, Bộ Tài nguyên và Môi trường 7.2021: Phó Chủ nhiệm Ủy ban Khoa học, Công nghệ và Môi trường Quốc hội                                                          |
| 9      | - Ứng Hòa, Mỹ Đức - Phú Xuyên - Thường Tín | Nguyễn Tuấn Thịnh  | 73,96     | Phó Viện trưởng Viện Nghiên cứu phát triển kinh tế - xã hội Hà Nội |
| 9      | - Ứng Hòa, Mỹ Đức - Phú Xuyên - Thường Tín | Nguyễn Phương Thủy | 74,57     | Vụ trưởng Vụ Pháp luật, Văn phòng Quốc hội 7.2021: Phó Chủ nhiệm Ủy ban Pháp luật Quốc hội |
| 10     | - Sóc Sơn - Mê Linh                        | Hoàng Văn Cường    | 76,70     | Phó Hiệu trưởng Trường Đại học Kinh tế Quốc dân |
| 10     | - Sóc Sơn - Mê Linh                        | Nguyễn Anh Trí     | 65,09     | Chủ tịch Hội Huyết học và truyền máu Việt Nam |

## Thành phố Hồ Chí Minh
Miễn nhiệm hoặc bãi nhiệm hoặc cách chức
| Đơn vị | Địa phương                           | Người trúng cử          | Tỷ lệ (%) | Ghi chú |
| ------ | ------------------------------------ | ----------------------- | --------- | --- |
| 1      | Thủ Đức                              | Vũ Hải Quân             | 60,93     | Bí thư Đảng ủy, Giám đốc Đại học Quốc gia Thành phố Hồ Chí Minh |
| 1      | Thủ Đức                              | Nguyễn Thanh Sang       | 60,03     | Phó Viện trưởng Viện kiểm sát nhân dân Thành phố Hồ Chí Minh 7.2024: Phó Trưởng ban Nội chính Thành ủy Thành phố Hồ Chí Minh                                                                |
| 2      | - Quận 1 - Quận 3 - Bình Thạnh       | Đỗ Đức Hiển             | 60,28     | Vụ trưởng Vụ Pháp luật hình sự - Hành chính, Bộ Tư pháp 7.2021: Ủy viên Thường trực Ủy ban Pháp luật Quốc hội                                                                               |
| 2      | - Quận 1 - Quận 3 - Bình Thạnh       | Trần Kim Yến            | 64,96     | Bí thư Quận ủy Quận 1 7.2022 - 6.2024: Chủ tịch Ủy ban Mặt trận Tổ quốc Việt Nam Thành phố Hồ Chí Minh 6.2024: Chủ nhiệm Ủy ban Kiểm tra Thành ủy Thành phố Hồ Chí Minh                     |
| 3      | - Quận 5 - Quận 8 - Quận 11          | Lê Thanh Phong          | 65,89     | Chánh án Tòa án nhân dân Thành phố Hồ Chí Minh |
| 3      | - Quận 5 - Quận 8 - Quận 11          | Nguyễn Tri Thức         | 73,32     | Giám đốc Bệnh viện Chợ Rẫy 6.2024: Thứ trưởng Bộ Y tế |
| 3      | - Quận 5 - Quận 8 - Quận 11          | Lê Minh Trí             | 70,09     | Viện trưởng Viện kiểm sát nhân dân tối cao 8.2024: Bí thư Trung ương Đảng, Chánh án Tòa án nhân dân tối cao                                                                                 |
| 4      | - Quận 10 - Quận 12                  | Nguyễn Thị Hồng Hạnh    | 54,66     | Phó Giám đốc Sở Tư pháp Thành phố Hồ Chí Minh 10.2024: Giám đốc Sở Tư pháp Thành phố Hồ Chí Minh                                                                                            |
| 4      | - Quận 10 - Quận 12                  | Trần Hoàng Ngân         | 66,42     | Viện trưởng Viện Nghiên cứu phát triển Thành phố Hồ Chí Minh 10.2022: Thư ký Bí thư Thành ủy Thành phố Hồ Chí Minh Nguyễn Văn Nên                                                           |
| 4      | - Quận 10 - Quận 12                  | Văn Thị Bạch Tuyết      | 68,18     | Phó Trưởng đoàn chuyên trách Đoàn Đại biểu Quốc hội Việt Nam Thành phố Hồ Chí Minh 3.2024: Trưởng ban Tổ chức Thành ủy Thành phố Hồ Chí Minh                                                |
| 5      | - Tân Bình - Tân Phú                 | Nguyễn Minh Đức         | 65,33     | Giáo sư, Trung tướng, Phó Chủ nhiệm Ủy ban Quốc phòng và An ninh của Quốc hội |
| 5      | - Tân Bình - Tân Phú                 | Trần Thị Diệu Thúy      | 60,70     | Chủ tịch Liên đoàn Lao động Thành phố Hồ Chí Minh 5.2024: Phó Chủ tịch Ủy ban nhân dân Thành phố Hồ Chí Minh                                                                                |
| 5      | - Tân Bình - Tân Phú                 | Trần Anh Tuấn           | 63,39     | Phó Giám đốc Sở KH - ĐT Thành phố Hồ Chí Minh 2.2023: Trưởng ban Đổi mới quản lý doanh nghiệp thành phố Hồ Chí Minh                                                                         |
| 6      | Bình Tân                             | Dương Ngọc Hải          | 62,15     | Chủ nhiệm Ủy ban Kiểm tra Thành ủy Thành phố Hồ Chí Minh 5.2024: Phó Chủ tịch Thường trực Ủy ban nhân dân Thành phố Hồ Chí Minh                                                             |
| 6      | Bình Tân                             | Nguyễn Thiện Nhân       | 72,30     | Giáo sư, Tiến sĩ |
| 6      | Bình Tân                             | Hà Phước Thắng          | 59,26     | Phó Trưởng đoàn chuyên trách Đoàn Đại biểu Quốc hội Việt Nam Thành phố Hồ Chí Minh |
| 7      | - Phú Nhuận - Gò Vấp                 | Nguyễn Minh Hoàng       | 60,17     | Thiếu tướng, Chủ tịch Hội Cựu chiến binh Thành phố Hồ Chí Minh 12.2022: Thiếu tướng, Phó Chủ tịch Trung ương Hội Cựu chiến binh Việt Nam, Chủ tịch Hội Cựu chiến binh Thành phố Hồ Chí Minh |
| 7      | - Phú Nhuận - Gò Vấp                 | Phạm Khánh Phong Lan    | 65,49     | Phó Giáo sư, Trưởng ban Quản lý an toàn thực phẩm thành phố Hồ Chí Minh 1.2023: Phó Giáo sư, Giám đốc Sở An toàn thực phẩm thành phố Hồ Chí Minh]]                                          |
| 7      | - Phú Nhuận - Gò Vấp                 | Phan Thị Thanh Phương   | 64,89     | Bí thư Thành đoàn Thành phố Hồ Chí Minh 1.2024: Bí thư Quận ủy Phú Nhuận |
| 8      | - Quận 6 - Bình Chánh                | Tô Thị Bích Châu        | 61,07     | Chủ tịch Ủy ban Mặt trận Tổ quốc Việt Nam Thành phố Hồ Chí Minh 7.2022 - 1.2024: Bí thư Quận ủy Quận 1 1.2024: Phó Chủ tịch Ủy ban Trung ương Mặt trận Tổ quốc Việt Nam                     |
| 8      | - Quận 6 - Bình Chánh                | Đặng Văn Lẫm            | 58,92     | Thiếu tướng, Phó Tư lệnh Quân khu 7 |
| 8      | - Quận 6 - Bình Chánh                | Trương Trọng Nghĩa      | 58,09     | Phó Chủ nhiệm Đoàn Luật sư Thành phố Hồ Chí Minh |
| 9      | - Quận 4 - Quận 7 - Nhà Bè - Cần Giờ | Phan Văn Mãi            | 64,91     | Phó Bí thư Thành ủy, Chủ tịch Ủy ban nhân dân thành phố Hồ Chí Minh, Trưởng Đoàn ĐBQH Thành phố Hồ Chí Minh                                                                                 |
| 9      | - Quận 4 - Quận 7 - Nhà Bè - Cần Giờ | Dương Văn Thăng         | 66,59     | Trung tướng, Phó Chánh án Tòa án nhân dân tối cao, Chánh án Tòa án quân sự Trung ương |
| 9      | - Quận 4 - Quận 7 - Nhà Bè - Cần Giờ | Nguyễn Trần Phượng Trân | 63,73     | Chủ tịch Hội Liên hiệp Phụ nữ Thành phố Hồ Chí Minh |
| 10     | - Củ Chi - Hóc Môn                   | Nguyễn Thị Lệ           | 85,43     | Chủ tịch Hội đồng nhân dân Thành phố Hồ Chí Minh |
| 10     | - Củ Chi - Hóc Môn                   | Nguyễn Xuân Phúc        | 96,65     | Từ chức vào ngày 18 tháng 1 năm 2023 |
| 10     | - Củ Chi - Hóc Môn                   | Phan Văn Xựng           | 69,30     | Thiếu tướng, Chính ủy Bộ Tư lệnh Thành phố Hồ Chí Minh |

## Hải Phòng
Miễn nhiệm hoặc bãi nhiệm hoặc cách chức
| Đơn vị | Địa phương                                                 | Người trúng cử    | Tỷ lệ (%) | Ghi chú |
| ------ | ---------------------------------------------------------- | ----------------- | --------- | --- |
| 1      | - Hồng Bàng, Lê Chân - Thủy Nguyên, Cát Hải - Bạch Long Vĩ | Tống Văn Băng     | 90,59     | Chủ tịch Liên đoàn lao động thành phố Hải Phòng 8.2022: Trưởng ban Tổ chức Tổng Liên đoàn Lao động            |
| 1      | - Hồng Bàng, Lê Chân - Thủy Nguyên, Cát Hải - Bạch Long Vĩ | Nguyễn Hồng Diên  | 97,03     | Bộ trưởng Bộ Công Thương                                                                                      |
| 1      | - Hồng Bàng, Lê Chân - Thủy Nguyên, Cát Hải - Bạch Long Vĩ | Nguyễn Đức Dũng   | 93,42     | Thiếu tướng, Phó Tư lệnh kiêm Tham mưu trưởng Quân khu 3                                                      |
| 1      | - Hồng Bàng, Lê Chân - Thủy Nguyên, Cát Hải - Bạch Long Vĩ | Trần Lưu Quang    | 68,55     | Bí thư Thành ủy Hải Phòng 1.2023 - 8.2024: Phó Thủ tướng Chính phủ 8.2024: Trưởng ban Kinh tế Trung ương      |
| 2      | - Ngô Quyền, Hải An - Đồ Sơn - An Dương, Kiến Thụy         | Nguyễn Chu Hồi    | 87,35     | Chủ tịch Hội Bảo vệ môi trường biển                                                                           |
| 2      | - Ngô Quyền, Hải An - Đồ Sơn - An Dương, Kiến Thụy         | Nguyễn Minh Quang | 91,49     | Đại tá, Chỉ huy trưởng Bộ Chỉ huy quân sự thành phố Hải Phòng 12.2023: Đại tá, Phó Tham mưu trưởng Quân khu 3 |
| 2      | - Ngô Quyền, Hải An - Đồ Sơn - An Dương, Kiến Thụy         | Lã Thanh Tân      | 85,62     | Giám đốc Sở Tư pháp thành phố Hải Phòng                                                                       |
| 3      | - Kiến An, Dương Kinh - An Lão, Tiên Lãng - Vĩnh Bảo       | Vũ Thanh Chương   | 94,37     | Thiếu tướng, Giám đốc Công an thành phố Hải Phòng                                                             |
| 3      | - Kiến An, Dương Kinh - An Lão, Tiên Lãng - Vĩnh Bảo       | Đỗ Mạnh Hiến      | 97,17     | Phó Bí thư Thường trực Thành ủy Hải Phòng                                                                     |
| 3      | - Kiến An, Dương Kinh - An Lão, Tiên Lãng - Vĩnh Bảo       | Vương Đình Huệ    | 99,89     | Miễn nhiệm ngày 2 tháng 5 năm 2024                                                                            |

## Đà Nẵng
Miễn nhiệm hoặc bãi nhiệm hoặc cách chức
| Đơn vị | Địa phương                                            | Người trúng cử      | Tỷ lệ (%) | Ghi chú |
| ------ | ----------------------------------------------------- | ------------------- | --------- | --- |
| 1      | - Hải Châu - Thanh Khê - Liên Chiểu                   | Trần Đình Chung     | 79,99     | Đại tá, Phó Bí thư Đảng ủy, Phó Giám đốc Công an thành phố Đà Nẵng 3.2022: Thiếu tướng, Phó Cục trưởng Cục An ninh chính trị nội bộ, Bộ Công an |
| 1      | - Hải Châu - Thanh Khê - Liên Chiểu                   | Trần Chí Cường      | 73,55     | Trưởng ban Kinh tế - Ngân sách Hội đồng nhân dân thành phố Đà Nẵng 7.2021: Phó Trưởng đoàn chuyên trách Đoàn ĐBQH thành phố Đà Nẵng, Trưởng ban Kinh tế - Ngân sách Hội đồng nhân dân thành phố Đà Nẵng 19.7.2023: Phó Chủ tịch Ủy ban nhân dân thành phố Đà Nẵng |
| 1      | - Hải Châu - Thanh Khê - Liên Chiểu                   | Võ Văn Thưởng       | 83,04     | Từ chức ngày 21 tháng 3 năm 2024 |
| 2      | - Sơn Trà, Ngũ Hành Sơn - Cẩm Lệ - Hoàng Sa, Hòa Vang | Nguyễn Duy Minh     | 70,93     | Chủ tịch Liên đoàn Lao động thành phố Đà Nẵng 9.2023: Phó Trưởng đoàn ĐBQH thành phố Đà Nẵng |
| 2      | - Sơn Trà, Ngũ Hành Sơn - Cẩm Lệ - Hoàng Sa, Hòa Vang | Nguyễn Văn Quảng    | 79,64     | Bí thư Thành ủy Đà Nẵng 7.2021: Bí thư Thành ủy Đà Nẵng, Trưởng đoàn ĐBQH thành phố |
| 2      | - Sơn Trà, Ngũ Hành Sơn - Cẩm Lệ - Hoàng Sa, Hòa Vang | Nguyễn Thị Kim Thúy | 73,07     | Ủy viên Thường trực Ủy ban về các vấn đề xã hội của Quốc hội 7.2021: Phó Chủ nhiệm Ủy ban Xã hội Quốc hội |

## Cần Thơ
| Đơn vị | Địa phương                          | Người trúng cử      | Tỷ lệ (%) | Ghi chú |
| ------ | ----------------------------------- | ------------------- | --------- | --- |
| 1      | - Ninh Kiều - Cái Răng - Phong Điền | Phạm Minh Chính     | 98,74     | Trung tướng, Thủ tướng Việt Nam |
| 1      | - Ninh Kiều - Cái Răng - Phong Điền | Đào Chí Nghĩa       | 70,86     | Bí thư Thành đoàn Cần Thơ 7.2021 - 12.2021: Phó Trưởng đoàn chuyên trách Đoàn ĐBQH thành phố Cần Thơ, Bí thư Thành đoàn Cần Thơ 12.2021: Phó Trưởng đoàn chuyên trách Đoàn Đại biểu Quốc hội thành phố Cần Thơ |
| 1      | - Ninh Kiều - Cái Răng - Phong Điền | Nguyễn Văn Thuận    | 81,02     | Thiếu tướng, Giám đốc Công an thành phố Cần Thơ 10.2023: Thiếu tướng, Trưởng đoàn Đại biểu Quốc hội đơn vị Thành phố Cần Thơ, Giám đốc Công an thành phố Cần Thơ                                               |
| 2      | - Bình Thủy, Ô Môn - Thới Lai       | Trương Thị Ngọc Ánh | 68,36     | Phó Chủ tịch Ủy ban Trung ương Mặt trận Tổ quốc Việt Nam (đến 18/10/2024) |
| 2      | - Bình Thủy, Ô Môn - Thới Lai       | Lê Quang Mạnh       | 82,97     | Bí thư Thành ủy Cần Thơ 5.2023: Chủ nhiệm Ủy ban Tài chính – Ngân sách Quốc hội 2.2025: Phó Chủ nhiệm Thường trực Ủy ban Kinh tế và Tài chính Quốc hội                                                         |
| 3      | - Thốt Nốt - Vĩnh Thạnh, Cờ Đỏ      | Nguyễn Mạnh Hùng    | 63,40     | Chủ nhiệm Ủy ban Kiểm tra Đảng ủy Ủy ban Quản lý vốn nhà nước tại doanh nghiệp 7.2021: Ủy viên Thường trực Ủy ban Kinh tế Quốc hội                                                                             |
| 3      | - Thốt Nốt - Vĩnh Thạnh, Cờ Đỏ      | Nguyễn Thanh Phương | 69,54     | Giáo sư, Chủ tịch Hội đồng Trường Đại học Cần Thơ |

## Huế
| Đơn vị | Địa phương                               | Người trúng cử                            | Tỷ lệ (%) | Ghi chú |
| ------ | ---------------------------------------- | ----------------------------------------- | --------- | --- |
| 1      | - Hương Trà Phong Điền Quảng Điền A Lưới | Phạm Trường Sơn                           | 83,54     | Thiếu tướng, Phó Tham mưu trưởng Quân chủng Phòng không – Không quân 8.2022: Trung tướng, Phó Tổng tham mưu trưởng                                                                                                  |
| 1      | - Hương Trà Phong Điền Quảng Điền A Lưới | Nguyễn Thị Sửu (Nguyễn Thị Hường, Kê Sửu) | 76,57     | Bí thư Huyện ủy A Lưới 7.2021: Phó Trưởng đoàn ĐBQH tỉnh Thừa Thiên Huế 1.2025: Phó Trưởng đoàn ĐBQH thành phố Huế                                                                                                  |
| 2      | - Phú Xuân Thuận Hóa Hương Thủy          | Nguyễn Thanh Hải                          | 73,85     | Viện trưởng Viện Kiểm sát nhân dân thành phố Huế |
| 2      | - Phú Xuân Thuận Hóa Hương Thủy          | Phạm Như Hiệp                             | 72,89     | Giám đốc Bệnh viện Trung ương Huế |
| 2      | - Phú Xuân Thuận Hóa Hương Thủy          | Lê Hoài Trung                             | 67,35     | Trưởng ban Đối ngoại Trung ương |
| 3      | - Phú Vang Phú Lộc                       | Lê Trường Lưu                             | 86,53     | Bí thư Tỉnh ủy Thừa Thiên Huế, Chủ tịch HĐND tỉnh 7.2021: Bí thư Tỉnh ủy Thừa Thiên Huế, Chủ tịch HĐND tỉnh, Trưởng đoàn ĐBQH tỉnh 1.2025: Bí thư Thành ủy Huế, Chủ tịch HĐND thành phố, Trưởng đoàn ĐBQH thành phố |
| 3      | - Phú Vang Phú Lộc                       | Nguyễn Hải Nam                            | 80,70     | Vụ trưởng Vụ Quản lý các công ty quản lý quỹ, Ủy ban Chứng khoán Nhà nước 7.2021: Ủy viên Thường trực Ủy ban Kinh tế Quốc hội                                                                                       |

## An Giang
Miễn nhiệm hoặc bãi nhiệm hoặc cách chức
| Đơn vị | Địa phương                                         | Người trúng cử       | Tỷ lệ (%) | Ghi chú |
| ------ | -------------------------------------------------- | -------------------- | --------- | --- |
| 1      | - Long Xuyên - Thoại Sơn - Châu Thành              | Võ Thị Ánh Xuân      | 89,35     | Phó Chủ tịch nước, Trưởng đoàn ĐBQH tỉnh An Giang 7.2021: Phó Chủ tịch nước                                                               |
| 1      | - Long Xuyên - Thoại Sơn - Châu Thành              | Trình Lam Sinh       | 69,77     | Phó Trưởng ban Thường trực Ban Tuyên giáo Tỉnh ủy An Giang Phó Trưởng đoàn chuyên trách Đoàn ĐBQH tỉnh An Giang                           |
| 1      | - Long Xuyên - Thoại Sơn - Châu Thành              | Nguyễn Văn Thạnh     | 68,82     | Thôi chức ngày 9 tháng 1 năm 2024 |
| 2      | - Tân Châu, Chợ Mới - Phú Tân                      | Trần Thị Thanh Hương | 75,69     | Trưởng ban Tuyên giáo Tỉnh ủy An Giang 7.2021: Trưởng đoàn ĐBQH tỉnh An Giang, Trưởng ban Tuyên giáo Tỉnh ủy An Giang                     |
| 2      | - Tân Châu, Chợ Mới - Phú Tân                      | Hoàng Hữu Chiến      | 73,67     | Thiếu tướng, Phó Tham mưu trưởng Bộ đội Biên phòng Việt Nam 12.2021: Thiếu tướng, Phó Tư lệnh, Tham mưu trưởng Bộ đội Biên phòng Việt Nam |
| 2      | - Tân Châu, Chợ Mới - Phú Tân                      | Lương Quốc Đoàn      | 68,48     | Chủ tịch Trung ương Hội Nông dân Việt Nam                                                                                                 |
| 3      | - Châu Đốc - An Phú, Tịnh Biên, Tri Tôn, Thoại Sơn | Đôn Tuấn Phong       | 84,59     | Ủy viên Thường trực Ủy ban Đối ngoại Quốc hội 7.2021: Phó Chủ nhiệm Ủy ban Đối ngoại Quốc hội                                             |
| 3      | - Châu Đốc - An Phú, Tịnh Biên, Tri Tôn, Thoại Sơn | Phan Huỳnh Sơn       | 72,41     | Phó Trưởng đoàn chuyên trách Đoàn đại biểu Quốc hội khóa XIV tỉnh An Giang Phó Chủ tịch Liên hiệp các tổ chức hữu nghị tỉnh An Giang      |
| 3      | - Châu Đốc - An Phú, Tịnh Biên, Tri Tôn, Thoại Sơn | Chau Chắc            | 67,58     | Đại tá, Phó Chủ nhiệm Chính trị Bộ Chỉ huy Quân sự tỉnh An Giang                                                                          |

## Bà Rịa-Vũng Tàu
Miễn nhiệm hoặc bãi nhiệm hoặc cách chức
| Đơn vị | Địa phương                             | Người trúng cử                   | Tỷ lệ (%) | Ghi chú |
| ------ | -------------------------------------- | -------------------------------- | --------- | --- |
| 1      | - Vũng Tàu, Long Điền, Đất Đỏ, Côn Đảo | Phạm Bình Minh                   | 81,24     | Thôi chức ngày 5 tháng 1 năm 2023                                                                                      |
| 1      | - Vũng Tàu, Long Điền, Đất Đỏ, Côn Đảo | Nguyễn Tâm Hùng                  | 70,38     | Đại tá, Chỉ huy trưởng Bộ Chỉ huy Quân sự tỉnh Bà Rịa - Vũng Tàu                                                       |
| 1      | - Vũng Tàu, Long Điền, Đất Đỏ, Côn Đảo | Huỳnh Thị Phúc                   | 65,80     | Phó Trưởng ban Dân vận Tỉnh ủy Bà Rịa – Vũng Tàu 7.2021: Phó Trưởng đoàn chuyên trách Đoàn ĐBQH tỉnh Bà Rịa - Vũng Tàu |
| 2      | - Bà Rịa, Phú Mỹ, Châu Đức, Xuyên Mộc  | Nguyễn Thị Yến (Nguyễn Thị Phấn) | 80,45     | Phó Bí thư Thường trực Tỉnh ủy Bà Rịa – Vũng Tàu Trưởng Đoàn Đại biểu Quốc hội tỉnh Bà Rịa - Vũng Tàu                  |
| 2      | - Bà Rịa, Phú Mỹ, Châu Đức, Xuyên Mộc  | Dương Tấn Quân                   | 79,01     | |
| 2      | - Bà Rịa, Phú Mỹ, Châu Đức, Xuyên Mộc  | Đỗ Văn Yên                       | 71,11     | Chuẩn Đô đốc, Chính ủy Bộ Tư lệnh Vùng 2 Quân chủng Hải quân 12.2021: Chuẩn Đô đốc, Phó Chính ủy Quân chủng Hải quân   |

## Bạc Liêu
| Đơn vị | Địa phương                                       | Người trúng cử          | Tỷ lệ (%) | Ghi chú |
| ------ | ------------------------------------------------ | ----------------------- | --------- | --- |
| 1      | - TP. Bạc Liêu - Vĩnh Lợi - Hòa Bình             | Nguyễn Văn Hận          | 80,26     | Đại tá, Phó Giám đốc Công an tỉnh Bạc Liêu 7.2021: Đại tá, Phó Giám đốc Công an tỉnh Bạc Liêu, Phó Trưởng đoàn chuyên trách Đoàn ĐBQH tỉnh Bạc Liêu 4.2022: Đại tá, Giám đốc Công an tỉnh Kiên Giang |
| 1      | - TP. Bạc Liêu - Vĩnh Lợi - Hòa Bình             | Lữ Văn Hùng             | 79,59     | Bí thư Tỉnh ủy Bạc Liêu 7.2021: Bí thư Tỉnh ủy Bạc Liêu, Trưởng đoàn ĐBQH tỉnh Bạc Liêu |
| 1      | - TP. Bạc Liêu - Vĩnh Lợi - Hòa Bình             | Trần Thị Thu Đông       | 72,13     | Chủ tịch Hội Nghệ sĩ Nhiếp ảnh Việt Nam |
| 2      | - TX. Giá Rai - Phước Long - Hồng Dân - Đông Hải | Trần Thị Hoa Ry         | 85,39     | Phó Chủ tịch Hội đồng Dân tộc Quốc hội |
| 2      | - TX. Giá Rai - Phước Long - Hồng Dân - Đông Hải | Nguyễn Huy Thái (Y Lan) | 83,46     | Phó Trưởng đoàn chuyên trách Đoàn đại biểu Quốc hội tỉnh Bạc Liêu |
| 2      | - TX. Giá Rai - Phước Long - Hồng Dân - Đông Hải | Lê Thị Ngọc Linh        | 76,74     | Chủ tịch Hội Liên hiệp Phụ nữ tỉnh Bạc Liêu |

## Bắc Kạn
| Đơn vị | Địa phương                               | Người trúng cử  | Tỷ lệ (%) | Ghi chú                                                                                    |
| ------ | ---------------------------------------- | --------------- | --------- | ------------------------------------------------------------------------------------------ |
| 1      | - Ba Bể - Ngân Sơn - Na Rì, Pác Nặm      | Hồ Thị Kim Ngân | 69,14     | Giám đốc Sở Tư pháp tỉnh Bắc Kạn                                                           |
| 1      | - Ba Bể - Ngân Sơn - Na Rì, Pác Nặm      | Nguyễn Thị Thủy | 67,75     | Ủy viên Thường trực Ủy ban Tư pháp Quốc hội 7.2021: Phó Chủ nhiệm Ủy ban Tư pháp Quốc hội  |
| 1      | - Ba Bể - Ngân Sơn - Na Rì, Pác Nặm      | Hà Sỹ Huân      | 59,34     | Bí thư Huyện ủy Ba Bể 7.2021: Giám đốc Sở Nông nghiệp và Phát triển nông thôn tỉnh Bắc Kạn |
| 2      | - Bắc Kạn, Bạch Thông - Chợ Đồn, Chợ Mới | Hoàng Duy Chinh | 82,42     | Bí thư Tỉnh ủy Bắc Kạn, Trưởng đoàn ĐBQH tỉnh                                              |
| 2      | - Bắc Kạn, Bạch Thông - Chợ Đồn, Chợ Mới | Nguyễn Thị Huế  | 58,14     | Phó Chủ tịch Ủy ban nhân dân thành phố Bắc Kạn                                             |
| 2      | - Bắc Kạn, Bạch Thông - Chợ Đồn, Chợ Mới | Hoàng Văn Hữu   | 52,99     | Thiếu tướng, Phó Tư lệnh Quân khu 1                                                        |

## Bắc Giang
Miễn nhiệm hoặc bãi nhiệm hoặc cách chức
| Đơn vị | Địa phương                              | Người trúng cử       | Tỷ lệ (%) | Ghi chú |
| ------ | --------------------------------------- | -------------------- | --------- | --- |
| 1      | - Sơn Động Lục Ngạn Lục Nam             | Trần Văn Lâm         | 75,09     | Phó trưởng Đoàn đại biểu Quốc hội chuyên trách tỉnh Bắc Giang                                                                |
| 1      | - Sơn Động Lục Ngạn Lục Nam             | Leo Thị Lịch         | 70,89     | Ủy viên Thường trực Hội đồng Dân tộc Quốc hội                                                                                |
| 1      | - Sơn Động Lục Ngạn Lục Nam             | Nguyễn Văn Thi       | 70,07     | Chủ tịch Hội Nông dân tỉnh Bắc Giang                                                                                         |
| 2      | - Bắc Giang Yên Thế Lạng Giang Yên Dũng | Nguyễn Hòa Bình      | 82,01     | Phó Giáo sư, Thiếu tướng, Chánh án Tòa án Nhân dân Tối cao 8.2024: Giáo sư, Thiếu tướng, Phó Thủ tướng Thường trực Chính phủ |
| 2      | - Bắc Giang Yên Thế Lạng Giang Yên Dũng | Dương Văn Thái       | 81,91     | Bãi nhiệm ngày 2 tháng 5 năm 2024                                                                                            |
| 2      | - Bắc Giang Yên Thế Lạng Giang Yên Dũng | Đỗ Thị Việt Hà       | 70,33     | Giám đốc Sở Tư pháp tỉnh Bắc Giang                                                                                           |
| 3      | - Tân Yên Hiệp Hòa Việt Yên             | Nguyễn Thị Thúy Ngần | 74,88     | Phó Chủ nhiệm Văn phòng Quốc hội, Phó Tổng Thư ký Quốc hội                                                                   |
| 3      | - Tân Yên Hiệp Hòa Việt Yên             | Trần Văn Tuấn        | 70,22     | Hiệu trưởng Trường Chính trị tỉnh Bắc Giang 7.2021: Phó Trưởng đoàn chuyên trách Đoàn ĐBQH tỉnh Bắc Giang                    |
| 3      | - Tân Yên Hiệp Hòa Việt Yên             | Phạm Văn Thịnh       | 70,03     | Trưởng ban Dân vận Tỉnh ủy Bắc Giang                                                                                         |

## Bắc Ninh
| Đơn vị | Địa phương                       | Người trúng cử     | Tỷ lệ (%) | Ghi chú |
| ------ | -------------------------------- | ------------------ | --------- | --- |
| 1      | - Bắc Ninh Quế Võ                | Đào Hồng Lan       | 92,86     | Bí thư Tỉnh ủy Bắc Ninh 7.2021 - 7.2022: Bí thư Tỉnh ủy Bắc Ninh, Trưởng đoàn ĐBQH tỉnh 7.2022 - 10.2022: Quyền Bộ trưởng Bộ Y tế 10.2022: Bộ trưởng Bộ Y tế |
| 1      | - Bắc Ninh Quế Võ                | Nguyễn Ngọc Bảo    | 84,85     | Phó Chủ nhiệm Ủy ban Kinh tế Quốc hội |
| 1      | - Bắc Ninh Quế Võ                | Nguyễn Anh Tuấn    | 63,96     | Bí thư thứ nhất Trung ương Đoàn 7.2022: Bí thư Tỉnh ủy Bắc Ninh, Trưởng đoàn ĐBQH khóa XV tỉnh Bắc Ninh                                                      |
| 2      | - Từ Sơn Tiên Du Yên Phong       | Trần Quốc Tỏ       | 91,50     | Trung tướng, Thứ trưởng Thường trực Bộ Công an 1.2022: Thượng tướng, Thứ trưởng Thường trực Bộ Công an                                                       |
| 2      | - Từ Sơn Tiên Du Yên Phong       | Trần Thị Vân       | 80,84     | Chủ tịch Hội Liên hiệp Phụ nữ tỉnh Bắc Ninh 7.2021: Phó Trưởng đoàn chuyên trách Đoàn ĐBQH tỉnh Bắc Ninh                                                     |
| 2      | - Từ Sơn Tiên Du Yên Phong       | Nguyễn Thị Hà      | 54,64     | Giáo viên trường Trung học phổ thông Lương Tài |
| 3      | - Lương Tài Gia Bình Thuận Thành | Nguyễn Như So      | 86,80     | Chủ tịch Hội đồng Quản trị Công ty Cổ phần Tập đoàn DABACO Việt Nam                                                                                          |
| 3      | - Lương Tài Gia Bình Thuận Thành | Nguyễn Thị Kim Anh | 76,98     | Vụ trưởng Vụ Pháp chế, Bộ Nông nghiệp và Phát triển nông thôn 7.2021: Ủy viên Thường trực Ủy ban Khoa học, Công nghệ và Môi trường Quốc hội                  |

## Bến Tre
| Đơn vị | Địa phương                                 | Người trúng cử     | Tỷ lệ (%) | Ghi chú |
| ------ | ------------------------------------------ | ------------------ | --------- | --- |
| 1      | - Bến Tre Châu Thành, Bến Tre Bình Đại     | Đặng Thuần Phong   | 64,89     | Phó Chủ nhiệm Ủy ban Xã hội Quốc hội |
| 2      | - Giồng Trôm Ba Tri                        | Trần Thị Thanh Lam | 63,46     | Phó Trưởng đoàn chuyên trách phụ trách Đoàn đại biểu Quốc hội tỉnh Bến Tre 7.2021: Ủy viên Thường trực Ủy ban Xã hội Quốc hội                         |
| 2      | - Giồng Trôm Ba Tri                        | Võ Văn Hội         | 62,31     | Đại tá, Chỉ huy trưởng Bộ Chỉ huy Quân sự tỉnh Bến Tre                                                                                                |
| 3      | - Thạnh Phú Chợ Lách Mỏ Cày Nam Mỏ Cày Bắc | Nguyễn Trúc Sơn    | 78,16     | Phó Chủ tịch Thường trực Ủy ban nhân dân tỉnh Bến Tre 7.2021: Phó Chủ tịch Thường trực Ủy ban nhân dân tỉnh Bến Tre, Trưởng đoàn ĐBQH tỉnh            |
| 3      | - Thạnh Phú Chợ Lách Mỏ Cày Nam Mỏ Cày Bắc | Nguyễn Thị Yến Nhi | 72,43     | Phó Chủ tịch Hội đồng nhân dân tỉnh Bến Tre |
| 3      | - Thạnh Phú Chợ Lách Mỏ Cày Nam Mỏ Cày Bắc | Nguyễn Thị Lệ Thủy | 67,99     | Ủy viên Thường trực Ủy ban Khoa học, Công nghệ và Môi trường của Quốc hội 7.2021: Phó Chủ nhiệm Ủy ban Khoa học, Công nghệ và Môi trường của Quốc hội |

## Bình Dương
| Đơn vị | Địa phương                                         | Người trúng cử                             | Tỷ lệ (%) | Ghi chú |
| ------ | -------------------------------------------------- | ------------------------------------------ | --------- | --- |
| 1      | - Thủ Dầu Một Tân Uyên                             | Nguyễn Văn Dành                            | 74,90     | Bí thư Thị ủy Tân Uyên 8.2024: Chủ tịch Ủy ban Mặt trận Tổ quốc Việt Nam tỉnh Bình Dương                                                                  |
| 1      | - Thủ Dầu Một Tân Uyên                             | Trần Công Phàn                             | 71,15     | Phó Chủ tịch, Tổng Thư ký Hội Luật gia Việt Nam |
| 1      | - Thủ Dầu Một Tân Uyên                             | Nguyễn Văn Lợi                             | 88,60     | Bí thư Tỉnh ủy Bình Dương, Trưởng đoàn ĐBQH tỉnh |
| 2      | - Dĩ An                                            | Nguyễn Thị Ngọc Xuân                       | 60        | Bí thư Tỉnh đoàn Bình Dương 6.2022: Phó Trưởng đoàn chuyên trách Đoàn ĐBQH tỉnh Bình Dương                                                                |
| 2      | - Dĩ An                                            | Nguyễn Quang Huân                          | 57,15     | Chủ tịch Hội đồng quản trị Công ty Cổ phần HALCOM |
| 3      | - Thuận An                                         | Phạm Trọng Nhân                            | 75,73     | Phó Trưởng đoàn chuyên trách Đoàn Đại biểu Quốc hội tỉnh Bình Dương                                                                                       |
| 3      | - Thuận An                                         | Nguyễn Hoàng Bảo Trân                      | 69,28     | Phó Chủ tịch Liên đoàn Lao động tỉnh Bình Dương |
| 3      | - Thuận An                                         | Vũ Huy Khánh                               | 67,40     | Đại tá, Phó Cục trưởng Cục Pháp chế và cải cách hành chính, tư pháp, Bộ Công an 7.2021: Đại tá, Ủy viên Thường trực Ủy ban Quốc phòng và An ninh Quốc hội |
| 4      | - Bến Cát Dầu Tiếng Bàu Bàng Phú Giáo Bắc Tân Uyên | Nguyễn Tân Cương                           | 77,08     | Đại tướng, Thứ trưởng Bộ Quốc phòng, Tổng tham mưu trưởng                                                                                                 |
| 4      | - Bến Cát Dầu Tiếng Bàu Bàng Phú Giáo Bắc Tân Uyên | Lê Văn Khảm                                | 71,75     | Vụ trưởng Vụ Bảo hiểm y tế, Bộ Y tế 7.2021: Ủy viên Thường trực Ủy ban Xã hội Quốc hội                                                                    |
| 4      | - Bến Cát Dầu Tiếng Bàu Bàng Phú Giáo Bắc Tân Uyên | Nguyễn Văn Riễn (Linh mục Nguyễn Văn Riễn) | 63,43     | Phó Chủ tịch, Tổng thư ký Ủy ban Đoàn kết Công giáo Việt Nam                                                                                              |

## Bình Định
| Đơn vị | Địa phương                                               | Người trúng cử      | Tỷ lệ (%) | Ghi chú |
| ------ | -------------------------------------------------------- | ------------------- | --------- | --- |
| 1      | - Quy Nhơn - Tuy Phước - Vân Canh - Tây Sơn - Vĩnh Thạnh | Lê Kim Toàn         | 70,53     | Phó Bí thư Thường trực Tỉnh ủy Bình Định, Trưởng đoàn ĐBQH tỉnh                                                           |
| 1      | - Quy Nhơn - Tuy Phước - Vân Canh - Tây Sơn - Vĩnh Thạnh | Hồ Đức Phớc         | 69,23     | Bộ trưởng Bộ Tài chính 8.2024 - 11.2024: Phó Thủ tướng Chính phủ, Bộ trưởng Bộ Tài chính 11.2024: Phó Thủ tướng Chính phủ |
| 1      | - Quy Nhơn - Tuy Phước - Vân Canh - Tây Sơn - Vĩnh Thạnh | Nguyễn Thị Thu Thủy | 67,82     | Chủ tịch Hội Liên hiệp Phụ nữ tỉnh Bình Định                                                                              |
| 2      | - An Nhơn - Phù Cát - Hoài Ân                            | Nguyễn Văn Cảnh     | 60        | Chủ tịch Hội đồng thành viên Công ty TNHH Phú Hiệp, Giám đốc Khu Du lịch Cửa Biển                                         |
| 2      | - An Nhơn - Phù Cát - Hoài Ân                            | Đồng Ngọc Ba        | 57,15     | Cục trưởng Cục Kiểm tra văn bản quy phạm pháp luật, Bộ Tư pháp 7.2021: Ủy viên Thường trực Ủy ban Pháp luật Quốc hội      |
| 3      | - Hoài Nhơn - An Lão - Phù Mỹ                            | Nguyễn Lân Hiếu     | 69,25     | Giám đốc Bệnh viện Đại học Y Hà Nội                                                                                       |
| 3      | - Hoài Nhơn - An Lão - Phù Mỹ                            | Lý Tiết Hạnh        | 56.97     | Phó Trưởng đoàn chuyên trách Đoàn Đại biểu Quốc hội tỉnh Bình Định                                                        |

## Bình Phước
| Đơn vị | Địa phương                                                 | Người trúng cử    | Tỷ lệ (%) | Ghi chú |
| ------ | ---------------------------------------------------------- | ----------------- | --------- | --- |
| 1      | - Bình Long Bù Đốp Bù Gia Mập Chơn Thành Hớn Quản Lộc Ninh | Nguyễn Tuấn Anh   | 86,75     | Phó Trưởng ban Công tác Đại biểu Quốc hội |
| 1      | - Bình Long Bù Đốp Bù Gia Mập Chơn Thành Hớn Quản Lộc Ninh | Huỳnh Thành Chung | 85,62     | - Chủ tịch Hội đồng quản trị, Tổng Giám đốc Công ty Cổ phần Minh Hưng - Sikico - Tổng giám đốc Công ty Cổ phần Riverside Residence - Tổng giám đốc Công ty Cổ phần Thị Nại Eco Bay             |
| 2      | - Đồng Xoài Phước Long Đồng Phú Phú Riềng Bù Đăng          | Vũ Ngọc Long      | 84,40     | Chánh Văn phòng Đoàn Đại biểu Quốc hội tỉnh Bình Phước 9.2021 - 1.2023: Phó Trưởng ban Tổ chức Tỉnh ủy Bình Phước 1.2023: Giám đốc Sở Công thương tỉnh Bình Phước                              |
| 2      | - Đồng Xoài Phước Long Đồng Phú Phú Riềng Bù Đăng          | Phan Viết Lượng   | 84,39     | Ủy viên Thường trực Ủy ban Văn hóa, Giáo dục, Thanh thiếu niên và Nhi đồng Quốc hội 7.2021: Phó Chủ nhiệm Ủy ban Văn hóa, Giáo dục Quốc hội                                                    |
| 2      | - Đồng Xoài Phước Long Đồng Phú Phú Riềng Bù Đăng          | Điểu Huỳnh Sang   | 75,90     | Phó Trưởng đoàn chuyên trách Đại biểu Quốc hội tỉnh Bình Phước, Chủ tịch Hội Liên hiệp Phụ nữ tỉnh Bình Phước 9.2021: Phó Trưởng đoàn chuyên trách phụ trách Đại biểu Quốc hội tỉnh Bình Phước |

## Bình Thuận
| Đơn vị | Địa phương                                       | Người trúng cử    | Tỷ lệ (%) | Ghi chú |
| ------ | ------------------------------------------------ | ----------------- | --------- | --- |
| 1      | - Tuy Phong Bắc Bình Phú Quý                     | Bố Thị Xuân Linh  | 70,44     | Chủ tịch Mặt trận Tổ quốc tỉnh Bình Thuận |
| 1      | - Tuy Phong Bắc Bình Phú Quý                     | Lê Quang Huy      | 69,12     | Chủ nhiệm Ủy ban Khoa học, Công nghệ và Môi trường của Quốc hội                                                                                                   |
| 2      | - Phan Thiết Hàm Thuận Bắc Hàm Thuận Nam Hàm Tân | Dương Văn An      | 78,89     | Thôi chức ngày 15 tháng 1 năm 2025 |
| 2      | - Phan Thiết Hàm Thuận Bắc Hàm Thuận Nam Hàm Tân | Phạm Thị Hồng Yến | 65,97     | Trưởng ban Hợp tác quốc tế Liên minh Hợp tác xã Việt Nam 7.2021: Ủy viên Thường trực Ủy ban Kinh tế Quốc hội                                                      |
| 2      | - Phan Thiết Hàm Thuận Bắc Hàm Thuận Nam Hàm Tân | Nguyễn Hữu Thông  | 64,36     | Giám đốc Sở Tư pháp tỉnh Bình Thuận 7.2021: Phó Trưởng đoàn chuyên trách Đoàn ĐBQH tỉnh Bình Thuận                                                                |
| 2      | - La Gi Đức Linh Tánh Linh                       | Trần Hồng Nguyên  | 72,47     | Ủy viên Thường trực Ủy ban Pháp luật của Quốc hội 7.2021: Phó Chủ nhiệm Ủy ban Pháp luật của Quốc hội                                                             |
| 2      | - La Gi Đức Linh Tánh Linh                       | Đặng Hồng Sỹ      | 68,83     | Trưởng ban Dân vận Tỉnh ủy Bình Thuận 8.2024: Phó Bí thư Thường trực Tỉnh ủy Bình Thuận 11.2024: Phó Bí thư Thường trực Tỉnh ủy Bình Thuận, Trưởng đoàn ĐBQH tỉnh |

## Cà Mau
| Đơn vị | Địa phương                       | Người trúng cử                    | Tỷ lệ (%) | Ghi chú |
| ------ | -------------------------------- | --------------------------------- | --------- | --- |
| 1      | - Cà Mau Thới Bình U Minh        | Lê Quân                           | 82,15     | Giám đốc Đại học Quốc gia Hà Nội                                                                                       |
| 1      | - Cà Mau Thới Bình U Minh        | Lê Thanh Vân                      | 72,68     | Bãi nhiệm ngày 26 tháng 8 năm 2024                                                                                     |
| 1      | - Cà Mau Thới Bình U Minh        | Lê Mạnh Hùng                      | 72,42     | Tổng giám đốc Tập đoàn Dầu khí Việt Nam 1.2024: Chủ tịch Hội đồng thành viên Tập đoàn Dầu khí Việt Nam                 |
| 2      | - Cái Nước Phú Tân Trần Văn Thời | Dương Thanh Bình (Dương Hoàng Du) | 78,55     | Trưởng ban Dân nguyện Quốc hội                                                                                         |
| 2      | - Cái Nước Phú Tân Trần Văn Thời | Nguyễn Duy Thanh                  | 56,19     | Tổng giám đốc Công ty Trách nhiệm hữu hạn Xây dựng và Trang trí Nội thất Thanh Phương                                  |
| 3      | - Đầm Dơi Năm Căn Ngọc Hiển      | Nguyễn Quốc Hận                   | 79,74     | Phó Trưởng đoàn phụ trách Đoàn Đại biểu Quốc hội tỉnh Cà Mau                                                           |
| 3      | - Đầm Dơi Năm Căn Ngọc Hiển      | Đinh Ngọc Minh                    | 76,84     | Phó Viện trưởng Viện Chiến lược phát triển, Bộ Kế hoạch và Đầu tư 7.2021: Ủy viên chuyên trách Ủy ban Kinh tế Quốc hội |

## Cao Bằng
| Đơn vị | Địa phương                                        | Người trúng cử   | Tỷ lệ (%) | Ghi chú |
| ------ | ------------------------------------------------- | ---------------- | --------- | --- |
| 1      | - Bảo Lạc Bảo Lâm Nguyên Bình Hà Quảng Hòa An     | Lại Xuân Môn     | 78,39     | Bí thư Tỉnh ủy Cao Bằng, Trưởng đoàn ĐBQH tỉnh 8.2021: Phó Trưởng ban Thường trực Ban Tuyên giáo Trung ương |
| 1      | - Bảo Lạc Bảo Lâm Nguyên Bình Hà Quảng Hòa An     | Đỗ Quang Thành   | 72,95     | Trung tướng, Phó Chủ nhiệm Ủy ban Quốc phòng và An ninh Quốc hội                                            |
| 1      | - Bảo Lạc Bảo Lâm Nguyên Bình Hà Quảng Hòa An     | Đoàn Thị Lê An   | 69,55     | Phó Chánh Văn phòng Đoàn Đại biểu Quốc hội và HĐND tỉnh Cao Bằng                                            |
| 2      | - Cao Bằng Quảng Hòa Trùng Khánh Hạ Lang Thạch An | Bế Minh Đức      | 72,45     | Phó Trưởng đoàn Đại biểu Quốc hội tỉnh Cao Bằng                                                             |
| 2      | - Cao Bằng Quảng Hòa Trùng Khánh Hạ Lang Thạch An | Đàm Minh Diện    | 69,03     | Đại tá, Chỉ huy trưởng Bộ Chỉ huy Quân sự tỉnh Cao Bằng 10.2023: Đại tá, Phó Tham mưu trưởng Quân khu 3     |
| 2      | - Cao Bằng Quảng Hòa Trùng Khánh Hạ Lang Thạch An | Nguyễn Đình Việt | 65,57     | Vụ trưởng Vụ Kinh tế, Văn phòng Quốc hội 7.2021: Phó Chủ nhiệm Ủy ban Kinh tế Quốc hội                      |

## Đắk Lắk
| Đơn vị | Địa phương                                          | Người trúng cử        | Tỷ lệ (%) | Ghi chú |
| ------ | --------------------------------------------------- | --------------------- | --------- | --- |
| 1      | - Buôn Ma Thuột Buôn Đôn Ea Súp Cư M'gar            | Ngô Trung Thành       | 87,12     | Phó Chủ nhiệm Ủy ban Pháp luật Quốc hội |
| 1      | - Buôn Ma Thuột Buôn Đôn Ea Súp Cư M'gar            | Lê Ngọc Hải           | 86,35     | Đại tá, Phó Tư lệnh, Tham mưu trưởng Quân khu 5 10.2021: Thiếu tướng, Phó Tư lệnh, Tham mưu trưởng Quân khu 5                                                        |
| 1      | - Buôn Ma Thuột Buôn Đôn Ea Súp Cư M'gar            | Nguyễn Thị Xuân       | 83,77     | Thiếu tướng, Ủy viên Thường trực Ủy ban Quốc phòng và An ninh Quốc hội 12.2023: Thiếu tướng, Phó Giám đốc Công an tỉnh Đắk Lắk                                       |
| 2      | - Krông Bông Krông Pắc Lắk M'Drắk Cư Kuin Krông Ana | Bùi Thị Minh Hoài     | 89,04     | Trưởng ban Dân vận Trung ương 7.2024: Bí thư Thành uỷ Hà Nội Chuyển sinh hoạt sang Đoàn ĐBQH thành phố Hà Nội                                                        |
| 2      | - Krông Bông Krông Pắc Lắk M'Drắk Cư Kuin Krông Ana | Lưu Văn Đức           | 87,34     | Ủy viên Thường trực Hội đồng Dân tộc |
| 2      | - Krông Bông Krông Pắc Lắk M'Drắk Cư Kuin Krông Ana | Lê Thị Thanh Xuân     | 83,99     | Bí thư Thị ủy Buôn Hồ 7.2021 - 12.2024: Phó Trưởng đoàn chuyên trách Đoàn ĐBQH tỉnh Đắk Lắk 8.2024: Giám đốc Sở Giáo dục và Đào tạo tỉnh Đắk Lắk                     |
| 3      | - Ea H'leo Krông Búk Krông Năng Ea Kar              | Nguyễn Thị Thu Nguyệt | 83,95     | Chủ tịch Hội Liên Hiệp Phụ nữ tỉnh Đắk Lắk 8.2021 - 12.2024: Bí thư Thị ủy Buôn Hồ 12.2024: Phó Trưởng đoàn chuyên trách phụ trách Đoàn ĐBQH tỉnh Đắk Lắk            |
| 3      | - Ea H'leo Krông Búk Krông Năng Ea Kar              | Phúc Bình Niê Kdăm    | 81,78     | Phó Chủ tịch Ủy ban Mặt trận Tổ quốc Việt Nam tỉnh Đắk Lắk 12.2022 - 10.2023: Phó Bí thư Thường trực Huyện ủy Cư Kuin 10.2023: Bí thư Huyện ủy Cư Kuin               |
| 3      | - Ea H'leo Krông Búk Krông Năng Ea Kar              | Y Vinh Tơr            | 77,01     | Chủ tịch Hội đồng nhân dân tỉnh Đắk Lắk 7.2021 - 6.2022: Trưởng đoàn ĐBQH tỉnh Đắk Lắk, Chủ tịch Hội đồng nhân dân tỉnh Đắk Lắk 6.2022: Phó Chủ nhiệm Ủy ban Dân tộc |

## Đắk Nông
| Đơn vị | Địa phương                                       | Người trúng cử                  | Tỷ lệ (%) | Ghi chú |
| ------ | ------------------------------------------------ | ------------------------------- | --------- | --- |
| 1      | - Krông Nô Cư Jút Đắk Mil                        | Nguyễn Trường Giang             | 82,35     | Phó Chủ nhiệm Ủy ban Pháp luật Quốc hội                                                                            |
| 1      | - Krông Nô Cư Jút Đắk Mil                        | Dương Khắc Mai (Dương Ngọc Mai) | 63,19     | Chánh Văn phòng Đoàn Đại biểu Quốc hội tỉnh Đắk Nông 7.2021: Phó Trưởng đoàn chuyên trách Đoàn ĐBQH tỉnh Đắk Nông  |
| 1      | - Krông Nô Cư Jút Đắk Mil                        | Trần Thị Thu Hằng               | 53,10     | Phó Chánh Văn phòng Sở Văn hóa, Thể thao và Du lịch tỉnh Đắk Nông                                                  |
| 2      | - Gia Nghĩa Đắk Glong Đắk R'lấp Tuy Đức Đắk Song | Ngô Thanh Danh                  | 88,40     | Bí thư Tỉnh ủy Đắk Nông, Trưởng đoàn ĐBQH tỉnh                                                                     |
| 2      | - Gia Nghĩa Đắk Glong Đắk R'lấp Tuy Đức Đắk Song | Phạm Nam Tiến                   | 84,69     | Vụ trưởng Vụ Địa phương II, Ban Nội chính Trung ương 7.2021: Ủy viên Thường trực Ủy ban Văn hóa, Giáo dục Quốc hội |
| 2      | - Gia Nghĩa Đắk Glong Đắk R'lấp Tuy Đức Đắk Song | Phạm Thị Kiều                   | 62,29     | Phó Trưởng khoa Khám sức khỏe cán bộ, Bệnh viện đa khoa tỉnh Đắk Nông                                              |

## Điện Biên
| Đơn vị | Địa phương                                                | Người trúng cử                                 | Tỷ lệ (%) | Ghi chú |
| ------ | --------------------------------------------------------- | ---------------------------------------------- | --------- | --- |
| 1      | - Điện Biên Phủ Điện Biên Đông Mường Ảng Điện Biên        | Nguyễn Tiến Thiện (Thượng tọa Thích Đức Thiện) | 93,06     | Phó Chủ tịch, Tổng Thư ký Hội đồng Trị sự Giáo hội Phật giáo Việt Nam                                                               |
| 1      | - Điện Biên Phủ Điện Biên Đông Mường Ảng Điện Biên        | Nguyễn Văn Thắng                               | 91,38     | Bí thư Tỉnh ủy Điện Biên, Trưởng đoàn ĐBQH tỉnh 10.2022 - 11.2024: Bộ trưởng Bộ Giao thông Vận tải 11.2024: Bộ trưởng Bộ Tài chính  |
| 1      | - Điện Biên Phủ Điện Biên Đông Mường Ảng Điện Biên        | Quàng Thị Nguyệt                               | 77,26     | |
| 2      | - Mường Lay Mường Chà Nậm Pồ Mường Nhé Tuần Giáo Tủa Chùa | Tráng A Tủa                                    | 89,93     | Đại tá, Giám đốc Công an tỉnh Điện Biên 12.2021: Thiếu tướng, Cục trưởng Cục Xây dựng phong trào bảo vệ An ninh Tổ quốc, Bộ Công an |
| 2      | - Mường Lay Mường Chà Nậm Pồ Mường Nhé Tuần Giáo Tủa Chùa | Lò Thị Luyến                                   | 83,71     | Phó Trưởng đoàn chuyên trách Đoàn Đại biểu Quốc hội tỉnh Điện Biên                                                                  |
| 2      | - Mường Lay Mường Chà Nậm Pồ Mường Nhé Tuần Giáo Tủa Chùa | Tạ Thị Yên                                     | 83,54     | Phó Trưởng ban Công tác Đại biểu quốc hội                                                                                           |

## Đồng Nai
Miễn nhiệm hoặc bãi nhiệm hoặc cách chức
| Đơn vị | Địa phương                              | Người trúng cử   | Tỷ lệ (%) | Ghi chú |
| ------ | --------------------------------------- | ---------------- | --------- | --- |
| 1      | - Biên Hòa                              | Nguyễn Phú Cường | 74,97     | Thôi chức ngày 22 tháng 5 năm 2023 |
| 1      | - Biên Hòa                              | Trịnh Xuân An    | 70,76     | Phó Vụ trưởng Vụ Phục vụ hoạt động giám sát, Văn phòng Quốc hội, Thư ký Đại tướng, Phó Chủ tịch Quốc hội Đỗ Bá Tỵ 7.2021 - 3.2024: Ủy viên chuyên trách Ủy ban Quốc phòng và An ninh Quốc hội 3.2024: Ủy viên Thường trực Ủy ban Quốc phòng và An ninh Quốc hội                                                        |
| 1      | - Biên Hòa                              | Nguyễn Thị Như Ý | 65,76     | Chủ tịch Liên đoàn Lao động tỉnh Đồng Nai |
| 1      | - Biên Hòa                              | Nguyễn Sỹ Quang  | 64,76     | Chuyển từ đoàn ĐBQH Thành phố Hồ Chí Minh 7.2022 - 6.2024: Thiếu tướng, Giám đốc Công an tỉnh Đồng Nai 6.2024: Thiếu tướng, Cục trưởng Cục An ninh đối ngoại, Bộ Công an |
| 2      | - Vĩnh Cửu Trảng Bom Thống Nhất         | Vũ Hồng Văn      | 83,99     | Đại tá, Giám đốc Công an tỉnh Đồng Nai 6.2021 - 7.2022: Thiếu tướng, Giám đốc Công an tỉnh Đồng Nai 7.2022 - 10.2023: Thiếu tướng, Cục trưởng Cục An ninh chính trị nội bộ, Bộ Công an 10.2023 - 8.2024: Thiếu tướng, Ủy viên Ủy ban Kiểm tra Trung ương 8.2024: Thiếu tướng, Phó Chủ nhiệm Ủy ban Kiểm tra Trung ương |
| 2      | - Vĩnh Cửu Trảng Bom Thống Nhất         | Lê Hoàng Hải     | 74,46     | Giám đốc Trung tâm Tin học, Văn phòng Quốc hội 7.2021: Ủy viên chuyên trách Ủy ban Khoa học, Công nghệ và Môi trường Quốc hội |
| 2      | - Vĩnh Cửu Trảng Bom Thống Nhất         | Bùi Xuân Thống   | 72,89     | Phó Trưởng đoàn chuyên trách Đoàn Đại biểu Quốc hội tỉnh Đồng Nai |
| 3      | - Long Thành Nhơn Trạch Cẩm Mỹ          | Quản Minh Cường  | 77,80     | Phó Bí thư Tỉnh ủy Đồng Nai 7.2021: Phó Bí thư Tỉnh ủy Đồng Nai, Trưởng đoàn ĐBQH tỉnh |
| 3      | - Long Thành Nhơn Trạch Cẩm Mỹ          | Đỗ Huy Khánh     | 76,74     | Phó Giám đốc Sở Giáo dục và Đào tạo tỉnh Đồng Nai |
| 3      | - Long Thành Nhơn Trạch Cẩm Mỹ          | Nguyễn Công Long | 71,18     | Vụ trưởng Vụ Tư pháp, Văn phòng Quốc hội 7.2021: Ủy viên Thường trực Ủy ban Tư pháp Quốc hội |
| 4      | - Long Khánh Xuân Lộc Định Quán Tân Phú | Đỗ Thị Thu Hằng  | 78,57     | Chủ tịch HĐQT Tổng Công ty Cổ phần Phát triển Khu công nghiệp |
| 4      | - Long Khánh Xuân Lộc Định Quán Tân Phú | Vũ Hải Hà        | 74,87     | Chủ nhiệm Ủy ban Đối ngoại Quốc hội |
| 4      | - Long Khánh Xuân Lộc Định Quán Tân Phú | Thổ Út           | 72,43     | Phó Trưởng ban Dân tộc tỉnh Đồng Nai |

## Đồng Tháp
| Đơn vị | Địa phương                               | Người trúng cử     | Tỷ lệ (%) | Ghi chú |
| ------ | ---------------------------------------- | ------------------ | --------- | --- |
| 1      | - Hồng Ngự Tân Hồng Hồng Ngự Tam Nông    | Huỳnh Minh Tuấn    | 79,50     | Phó Chủ tịch Ủy ban nhân dân tỉnh Đồng Tháp                                                                                                 |
| 1      | - Hồng Ngự Tân Hồng Hồng Ngự Tam Nông    | Hà Thị Nga         | 58,25     | Chủ tịch Trung ương Hội Liên hiệp Phụ nữ 10.2024: Bí thư Tỉnh ủy Tuyên Quang                                                                |
| 2      | - Cao Lãnh Thanh Bình Cao Lãnh Tháp Mười | Lê Quốc Phong      | 77,28     | Bí thư Tỉnh ủy Đồng Tháp Trưởng đoàn ĐBQH tỉnh Đồng Tháp                                                                                    |
| 2      | - Cao Lãnh Thanh Bình Cao Lãnh Tháp Mười | Nguyễn Hải Anh     | 60,59     | Phó Chủ tịch, Tổng Thư ký Trung ương Hội Chữ thập đỏ                                                                                        |
| 2      | - Cao Lãnh Thanh Bình Cao Lãnh Tháp Mười | Nguyễn Thị Mai Hoa | 58,09     | Ủy viên Thường trực Ủy ban Văn hóa, Giáo dục, Thanh thiếu niên và Nhi đồng Quốc hội 7.2021: Phó Chủ nhiệm Ủy ban Văn hóa, Giáo dục Quốc hội |
| 3      | - Sa Đéc Lấp Vò Lai Vung Châu Thành      | Lê Minh Hoan       | 78,82     | Bộ trưởng Bộ Nông nghiệp và Phát triển nông thôn                                                                                            |
| 3      | - Sa Đéc Lấp Vò Lai Vung Châu Thành      | Phạm Văn Hòa       | 66,77     | Phó Chủ tịch Hội Luật gia tỉnh Đồng Tháp |
| 3      | - Sa Đéc Lấp Vò Lai Vung Châu Thành      | Trần Văn Sáu       | 65,70     | Bí thư Huyện ủy Lấp Vò 7.2021: Phó Trưởng đoàn chuyên trách Đoàn ĐBQH tỉnh Đồng Tháp                                                        |

## Gia Lai
| Đơn vị | Địa phương                                        | Người trúng cử        | Tỷ lệ (%) | Ghi chú |
| ------ | ------------------------------------------------- | --------------------- | --------- | --- |
| 1      | - Pleiku Chư Păh Ia Grai Đức Cơ Chư Prông         | Châu Ngọc Tuấn        | 84,17     | Phó Bí thư Thường trực Tỉnh ủy Gia Lai 7.2021: Phó Bí thư Thường trực Tỉnh ủy Gia Lai, Trưởng đoàn ĐBQH tỉnh |
| 1      | - Pleiku Chư Păh Ia Grai Đức Cơ Chư Prông         | Đinh Ngọc Quý         | 82,30     | Vụ trưởng Vụ Các vấn đề xã hội, Văn phòng Quốc hội 7.2021: Ủy viên Thường trực Ủy ban Xã hội Quốc hội        |
| 1      | - Pleiku Chư Păh Ia Grai Đức Cơ Chư Prông         | Rơ Châm H′Phik        | 75,42     | Trưởng ban Dân vận Huyện ủy, Chủ tịch Mặt trận Tổ quốc huyện Chư Păh                                         |
| 2      | - An Khê Kbang Kông Chro Đak Pơ Mang Yang Đak Đoa | Nguyễn Thị Mai Phương | 87,75     | Ủy viên Thường trực Ủy ban Pháp luật Quốc hội 7.2021: Phó Chủ nhiệm Ủy ban Pháp luật Quốc hội                |
| 2      | - An Khê Kbang Kông Chro Đak Pơ Mang Yang Đak Đoa | Đinh Văn Thê          | 81,88     | Đại tá, Phó Chỉ huy trưởng Bộ Chỉ huy quân sự tỉnh Gia Lai                                                   |
| 3      | - Ayun Pa Krông Pa Ia Pa Phú Thiện Chư Sê Chư Pưh | Y Thanh Hà Niê Kđăm   | 85,18     | Bí thư Đảng ủy Khối Doanh nghiệp Trung ương 7.2021: Chủ tịch Hội đồng Dân tộc Quốc hội                       |
| 3      | - Ayun Pa Krông Pa Ia Pa Phú Thiện Chư Sê Chư Pưh | Lê Hoàng Anh          | 83,24     | Giám đốc Thư viện Quốc hội 7.2021: Ủy viên Thường trực Ủy ban Tài chính – Ngân sách Quốc hội                 |
| 3      | - Ayun Pa Krông Pa Ia Pa Phú Thiện Chư Sê Chư Pưh | Siu Hương             | 80,70     | Trưởng ban Văn hóa - Xã hội, HĐND tỉnh Gia Lai 7.2021: Phó Trưởng đoàn chuyên trách Đoàn ĐBQH tỉnh Gia Lai   |

## Hà Giang
Miễn nhiệm hoặc bãi nhiệm hoặc cách chức
| Đơn vị | Địa phương                                           | Người trúng cử  | Tỷ lệ (%) | Ghi chú |
| ------ | ---------------------------------------------------- | --------------- | --------- | --- |
| 1      | - Hà Giang Đồng Văn Mèo Vạc Yên Minh Quản Bạ Bắc Mê  | Đặng Quốc Khánh | 96,29     | Thôi chức ngày 13 tháng 8 năm 2024 |
| 1      | - Hà Giang Đồng Văn Mèo Vạc Yên Minh Quản Bạ Bắc Mê  | Phạm Thúy Chinh | 92,23     | Phó Chủ nhiệm Văn phòng Quốc hội 12.2021: Phó Chủ nhiệm Ủy ban Tài chính – Ngân sách Quốc hội                                                     |
| 1      | - Hà Giang Đồng Văn Mèo Vạc Yên Minh Quản Bạ Bắc Mê  | Vương Thị Hương | 90,74     | |
| 2      | - Vị Xuyên Bắc Quang Quang Bình Hoàng Su Phì Xín Mần | Hoàng Ngọc Định | 89,42     | Đại tá, Chỉ huy trưởng Bộ đội Biên phòng tỉnh Hà Giang                                                                                            |
| 2      | - Vị Xuyên Bắc Quang Quang Bình Hoàng Su Phì Xín Mần | Tráng A Dương   | 88,17     | Quyền Vụ trưởng Vụ Địa phương II, Ủy ban Dân tộc 12.2021: Ủy viên chuyên trách Hội đồng Dân tộc Quốc hội                                          |
| 2      | - Vị Xuyên Bắc Quang Quang Bình Hoàng Su Phì Xín Mần | Lý Thị Lan      | 85,45     | Giám đốc Sở Ngoại vụ tỉnh Hà Giang 7.2021 - 12.2024: Phó Trưởng đoàn chuyên trách Đoàn ĐBQH tỉnh Hà Giang 12.2024: Trưởng đoàn ĐBQH tỉnh Hà Giang |

## Hà Nam
| Đơn vị | Địa phương                   | Người trúng cử   | Tỷ lệ (%) | Ghi chú |
| ------ | ---------------------------- | ---------------- | --------- | --- |
| 1      | - Phủ Lý Thanh Liêm Bình Lục | Nguyễn Quốc Hùng | 93        | Đại tá, Giám đốc Công an tỉnh Hà Nam 9.2022: Thiếu tướng, Cục trưởng Cục Cảnh sát quản lý hành chính về trật tự xã hội, Bộ Công an 1.2024: Ủy viên Thường trực Ủy ban Quốc phòng và An ninh của Quốc hội |
| 1      | - Phủ Lý Thanh Liêm Bình Lục | Trần Văn Khải    | 90,11     | Trưởng ban Quản lý Dự án Thiết chế Công đoàn, Tổng Liên đoàn Lao động 7.2021: Ủy viên Thường trực Ủy ban Khoa học, Công nghệ và Môi trường Quốc hội                                                      |
| 1      | - Phủ Lý Thanh Liêm Bình Lục | Phạm Hùng Thắng  | 86,43     | Bí thư Đảng ủy Khối các Cơ quan tỉnh Hà Nam 7.2021: Phó Trưởng đoàn chuyên trách Đoàn ĐBQH tỉnh Hà Nam                                                                                                   |
| 2      | - Duy Tiên Kim Bảng Lý Nhân  | Trương Quốc Huy  | 96,04     | Chủ tịch Ủy ban Nhân dân tỉnh Hà Nam 7.2021: Chủ tịch Ủy ban Nhân dân tỉnh Hà Nam, Trưởng đoàn ĐBQH tỉnh                                                                                                 |
| 2      | - Duy Tiên Kim Bảng Lý Nhân  | Lê Thị Nga       | 90,87     | Chủ nhiệm Ủy ban Tư pháp của Quốc hội |
| 2      | - Duy Tiên Kim Bảng Lý Nhân  | Trần Thị Hiền    | 90,41     | Chủ tịch HĐQT, Giám đốc Công ty Cổ phần Xây dựng và Phát triển Hạ tầng Kỹ thuật Hà Nam |

## Hà Tĩnh
| Đơn vị | Địa phương                             | Người trúng cử      | Tỷ lệ (%) | Ghi chú |
| ------ | -------------------------------------- | ------------------- | --------- | --- |
| 1      | - Hà Tĩnh Kỳ Anh Cẩm Xuyên Hương Khê   | Hoàng Trung Dũng    | 97,11     | Bí thư Tỉnh ủy, Chủ tịch HĐND tỉnh Hà Tĩnh 7.2021: Bí thư Tỉnh ủy, Chủ tịch HĐND tỉnh Hà Tĩnh, Trưởng đoàn ĐBQH tỉnh |
| 1      | - Hà Tĩnh Kỳ Anh Cẩm Xuyên Hương Khê   | Trần Đình Gia       | 92,19     | Bí thư Huyện ủy Kỳ Anh                                                                                               |
| 1      | - Hà Tĩnh Kỳ Anh Cẩm Xuyên Hương Khê   | Bùi Thị Quỳnh Thơ   | 90,75     | Phó Hiệu trưởng Đại học Hà Tĩnh 7.2021: Ủy viên chuyên trách Ủy ban Kinh tế Quốc hội                                 |
| 2      | - Thạch Hà Can Lộc Nghi Xuân Lộc Hà    | Hà Thọ Bình         | 95,47     | Thiếu tướng, Phó Tư lệnh, Tham mưu trưởng Quân khu 4 12.2022, Trung tướng, Tư lệnh Quân khu 4                        |
| 2      | - Thạch Hà Can Lộc Nghi Xuân Lộc Hà    | Lê Anh Tuấn         | 93,14     | Ủy viên Thường trực Ủy ban Đối ngoại của Quốc hội 7.2021: Phó Chủ nhiệm Ủy ban Đối ngoại của Quốc hội                |
| 3      | - Hồng Lĩnh Đức Thọ Hương Sơn Vũ Quang | Lê Minh Hưng        | 96,74     | Chánh Văn phòng Trung ương Đảng 5.2024: Trưởng ban Tổ chức Trung ương Đảng                                           |
| 3      | - Hồng Lĩnh Đức Thọ Hương Sơn Vũ Quang | Phan Thị Nguyệt Thu | 92,31     | Chánh án Tòa án nhân dân tỉnh Hà Tĩnh                                                                                |

## Hải Dương
Miễn nhiệm hoặc bãi nhiệm hoặc cách chức
| Đơn vị | Địa phương                         | Người trúng cử      | Tỷ lệ (%) | Ghi chú |
| ------ | ---------------------------------- | ------------------- | --------- | --- |
| 1      | - Chí Linh Kinh Môn Kim Thành      | Bùi Văn Cường       | 89,71     | Thôi chức ngày 25 tháng 10 năm 2024 |
| 1      | - Chí Linh Kinh Môn Kim Thành      | Lê Văn Hiệu         | 84,33     | Phó Bí thư Thường trực Tỉnh ủy Hải Dương 7.2021 - 6.2023: Phó Bí thư Thường trực Tỉnh ủy Hải Dương, Trưởng đoàn ĐBQH tỉnh Hải Dương 6.2023: Phó Bí thư Thường trực Tỉnh ủy Hải Dương, Chủ tịch HĐND tỉnh, Trưởng đoàn ĐBQH tỉnh |
| 2      | - Hải Dương Nam Sách Thanh Hà      | Triệu Thế Hùng      | 89,55     | Chủ tịch Ủy ban Nhân dân tỉnh Hải Dương 8.2024: Phó Chủ nhiệm Ủy ban Văn hóa, Giáo dục Quốc hội |
| 2      | - Hải Dương Nam Sách Thanh Hà      | Nguyễn Thị Mai Thoa | 78,87     | Vụ trưởng, Thư ký Phó Chủ tịch Thường trực Quốc hội Tòng Thị Phóng 7.2021: Ủy viên Thường trực Ủy ban Văn hóa, Giáo dục Quốc hội                                                                                                |
| 2      | - Hải Dương Nam Sách Thanh Hà      | Đinh Thị Ngọc Dung  | 76,42     | |
| 3      | - Gia Lộc Tứ Kỳ Cẩm Giàng          | Nguyễn Ngọc Sơn     | 79,60     | Vụ trưởng Vụ Phục vụ hoạt động giám sát, Văn phòng Quốc hội 7.2021: Ủy viên Thường trực Ủy ban Khoa học, Công nghệ và Môi trường Quốc hội                                                                                       |
| 3      | - Gia Lộc Tứ Kỳ Cẩm Giàng          | Nguyễn Thị Việt Nga | 75,77     | Phó Trưởng đoàn Đại biểu Quốc hội tỉnh Hải Dương |
| 4      | - Bình Giang Thanh Miện Ninh Giang | Nguyễn Hải Hưng     | 75,15     | Trung tướng, Phó Chủ nhiệm Ủy ban Quốc phòng và An ninh Quốc hội |
| 4      | - Bình Giang Thanh Miện Ninh Giang | Bùi Sỹ Hoàn         | 67,82     | Giám đốc Sở Tư pháp tỉnh Hải Dương |

## Hậu Giang
| Đơn vị | Địa phương                                 | Người trúng cử   | Tỷ lệ (%) | Ghi chú |
| ------ | ------------------------------------------ | ---------------- | --------- | --- |
| 1      | - Vị Thanh Vị Thủy Châu Thành Châu Thành A | Trần Thanh Mẫn   | 90,27     | Phó Chủ tịch Thường trực Quốc hội 5.2024: Chủ tịch Quốc hội nước Cộng hoà Xã hội Chủ nghĩa Việt Nam                                                                                           |
| 1      | - Vị Thanh Vị Thủy Châu Thành Châu Thành A | Nguyễn Văn Quân  | 75,64     | Giám đốc Sở Tư pháp tỉnh Hậu Giang |
| 1      | - Vị Thanh Vị Thủy Châu Thành Châu Thành A | Thái Thu Xương   | 73,10     | Chủ tịch Mặt trận Tổ quốc tỉnh Hậu Giang 7.2021 - 1.2022: Chủ tịch Mặt trận Tổ quốc tỉnh Hậu Giang, Trưởng đoàn ĐBQH tỉnh 1.2022: Phó Chủ tịch Tổng Liên đoàn Lao động, Trưởng đoàn ĐBQH tỉnh |
| 2      | - Ngã Bảy Long Mỹ Phụng Hiệp Long Mỹ       | Lê Tiến Châu     | 82,56     | Bí thư Tỉnh ủy Hậu Giang 6.2021 - 1.2023: Phó Chủ tịch, Tổng Thư ký Ủy ban Trung ương Mặt trận Tổ quốc Việt Nam 1.2022: Bí thư Thành ủy Hải Phòng                                             |
| 2      | - Ngã Bảy Long Mỹ Phụng Hiệp Long Mỹ       | Lê Thị Thanh Lam | 61,38     | Chủ tịch Liên đoàn Lao động tỉnh Hậu Giang 7.2021: Phó Trưởng đoàn chuyên trách Đoàn ĐBQH tỉnh Hậu Giang                                                                                      |
| 2      | - Ngã Bảy Long Mỹ Phụng Hiệp Long Mỹ       | Lê Minh Nam      | 58,43     | Giám đốc Trường Đào tạo và Bồi dưỡng nghiệp vụ kiểm toán, Tổng biên tập Tạp chí Nghiên cứu khoa học kiểm toán 7.2021: Ủy viên Thường trực Ủy ban Tài chính – Ngân sách Quốc hội               |

## Hòa Bình
Miễn nhiệm hoặc bãi nhiệm hoặc cách chức
| Đơn vị | Địa phương                                   | Người trúng cử    | Tỷ lệ (%) | Ghi chú |
| ------ | -------------------------------------------- | ----------------- | --------- | --- |
| 1      | - Hòa Bình Đà Bắc Lương Sơn Mai Châu Tân Lạc | Hoàng Đức Chính   | 85,74     | Trưởng ban Kinh tế - Ngân sách, HĐND tỉnh Hòa Bình 7.2021 - 4.2023: Phó Trưởng đoàn ĐBQH tỉnh Hòa Bình 4.2023: Bí thư Huyện ủy Lạc Sơn                                                     |
| 1      | - Hòa Bình Đà Bắc Lương Sơn Mai Châu Tân Lạc | Ngô Văn Tuấn      | 83,06     | Bí thư Tỉnh ủy Hòa Bình 7.2021 - 7.2022: Bí thư Tỉnh ủy Hòa Bình, Trưởng đoàn ĐBQH tỉnh 7.2022 - 10.2022: Phó Tổng Kiểm toán phụ trách Kiểm toán Nhà nước 10.2022: Tổng Kiểm toán Nhà nước |
| 1      | - Hòa Bình Đà Bắc Lương Sơn Mai Châu Tân Lạc | Nguyễn Thị Phú Hà | 79,27     | Phó Chủ tịch Ủy ban Quản lý vốn nhà nước tại doanh nghiệp 7.2021: Phó Chủ nhiệm Ủy ban Tài chính – Ngân sách Quốc hội                                                                      |
| 2      | - Kim Bôi Cao Phong Lạc Thủy Yên Thủy        | Trương Thị Mai    | 92,09     | Thôi chức ngày 16 tháng 5 năm 2024 |
| 2      | - Kim Bôi Cao Phong Lạc Thủy Yên Thủy        | Đặng Bích Ngọc    | 74,29     | Phó Chủ tịch Thường trực Mặt trận Tổ quốc tỉnh Hòa Bình 6.2023: Phó Trưởng đoàn chuyên trách Đoàn ĐBQH tỉnh Hòa Bình                                                                       |
| 2      | - Kim Bôi Cao Phong Lạc Thủy Yên Thủy        | Nguyễn Cao Sơn    | 72,42     | Chủ tịch Hiệp hội Doanh nghiệp tỉnh Hòa Bình |

## Hưng Yên
| Đơn vị | Địa phương                            | Người trúng cử     | Tỷ lệ (%) | Ghi chú |
| ------ | ------------------------------------- | ------------------ | --------- | --- |
| 1      | - Hưng Yên Kim Động Khoái Châu Yên Mỹ | Tô Lâm             | 98,36     | Đại tướng, Bộ trưởng Bộ Công an 5.2024-8.2024: Chủ tịch nước Cộng hoà Xã hội Chủ nghĩa Việt Nam 8.2024-10.2024: Tổng Bí thư Ban Chấp hành Trung ương Đảng Cộng sản Việt Nam, Chủ tịch nước Cộng hoà Xã hội Chủ nghĩa Việt Nam 10.2024: Tổng Bí thư Ban Chấp hành Trung ương Đảng Cộng sản Việt Nam |
| 1      | - Hưng Yên Kim Động Khoái Châu Yên Mỹ | Đỗ Tiến Sỹ         | 97,33     | Bí thư Tỉnh ủy Hưng Yên, Trưởng đoàn ĐBQH tỉnh 6.2021: Tổng giám đốc Đài Tiếng nói Việt Nam |
| 1      | - Hưng Yên Kim Động Khoái Châu Yên Mỹ | Đoàn Thị Thanh Mai | 90,20     | Phó Chủ nhiệm Ủy ban Kinh tế Quốc hội |
| 2      | - Tiên Lữ Phù Cừ Ân Thi               | Phạm Đình Toản     | 90,73     | Phó Chủ nhiệm Văn phòng Quốc hội |
| 2      | - Tiên Lữ Phù Cừ Ân Thi               | Vũ Hồng Luyến      | 87,01     | Bí thư Tỉnh đoàn Hưng Yên |
| 3      | - Mỹ Hào Văn Giang Văn Lâm            | Nguyễn Đại Thắng   | 83,28     | Phó Trưởng ban Tuyên giáo Tỉnh ủy Hưng Yên 7.2021 - 11.2024: Phó Trưởng đoàn chuyên trách Đoàn ĐBQH tỉnh Hưng Yên 11.2024: Phó Trưởng ban Ban Công tác đại biểu Quốc hội |
| 3      | - Mỹ Hào Văn Giang Văn Lâm            | Đào Hồng Vận       | 75,49     | Bí thư Huyện ủy, Chủ tịch HĐND huyện Văn Giang 5.2022 - 3.2024: Trưởng ban Tuyên giáo Tỉnh ủy Hưng Yên 3.2024: Trưởng ban Tuyên giáo Tỉnh ủy Hưng Yên, Trưởng Đoàn ĐBQH tỉnh Hưng Yên |

## Khánh Hoà
Miễn nhiệm hoặc bãi nhiệm hoặc cách chức
| Đơn vị | Địa phương                                                   | Người trúng cử  | Tỷ lệ (%) | Ghi chú |
| ------ | ------------------------------------------------------------ | --------------- | --------- | --- |
| 1      | - Ninh Hòa Vạn Ninh                                          | Trần Tuấn Anh   | 74,52     | Thôi chức ngày 5 tháng 2 năm 2024 |
| 1      | - Ninh Hòa Vạn Ninh                                          | Lê Xuân Thân    | 68,32     | Chủ tịch Hội Luật gia tỉnh Khánh Hòa |
| 2      | - Nha Trang                                                  | Hà Quốc Trị     | 59,25     | Phó Bí thư Tỉnh ủy Khánh Hòa 7.2021 - 9.2024: Phó Bí thư Tỉnh ủy, Trưởng Đoàn Đại biểu Quốc hội tỉnh 9.2024: Ủy viên Ủy ban Kiểm tra Trung ương |
| 2      | - Nha Trang                                                  | Đỗ Ngọc Thịnh   | 50,13     | Chủ tịch Liên đoàn Luật sư |
| 3      | - Cam Ranh Khánh Vĩnh Diên Khánh Cam Lâm Khánh Sơn Trường Sa | Trần Ngọc Khánh | 84,99     | Trung tướng, Phó Chủ nhiệm Ủy ban Quốc phòng và An ninh Quốc hội                                                                                |
| 3      | - Cam Ranh Khánh Vĩnh Diên Khánh Cam Lâm Khánh Sơn Trường Sa | Lê Hữu Trí      | 70,72     | Chánh Thanh tra tỉnh Khánh Hòa 7.2021: Phó Trưởng đoàn chuyên trách Đoàn ĐBQH tỉnh Khánh Hòa                                                    |
| 3      | - Cam Ranh Khánh Vĩnh Diên Khánh Cam Lâm Khánh Sơn Trường Sa | Hà Hồng Hạnh    | 59,44     | Phó Chủ tịch Hội Nông dân tỉnh Khánh Hòa 6.2022: Chủ tịch Hội Nông dân tỉnh Khánh Hòa                                                           |

## Kiên Giang
| Đơn vị | Địa phương                                                 | Người trúng cử     | Tỷ lệ (%) | Ghi chú |
| ------ | ---------------------------------------------------------- | ------------------ | --------- | --- |
| 1      | - Tân Hiệp Kiên Hải Giồng Riềng Gò Quao                    | Nguyễn Phương Tuấn | 72,04     | Ủy viên Thường trực Ủy ban Đối ngoại Quốc hội 7.2021: Phó Chủ nhiệm Ủy ban Khoa học, Công nghệ và Môi trường Quốc hội         |
| 1      | - Tân Hiệp Kiên Hải Giồng Riềng Gò Quao                    | Châu Quỳnh Dao     | 62,35     | |
| 2      | - An Biên An Minh Vĩnh Thuận U Minh Thượng Châu Thành      | Lê Thành Long      | 75,25     | Bộ trưởng Bộ Tư pháp 6.2024 - 8.2024: Phó Thủ tướng Chính phủ, Bộ trưởng Bộ Tư pháp 8.2024: Phó Thủ tướng Chính phủ           |
| 2      | - An Biên An Minh Vĩnh Thuận U Minh Thượng Châu Thành      | Nguyễn Thị Kim Bé  | 72,66     | Phó Trưởng đoàn chuyên trách Đoàn ĐBQH tỉnh Kiên Giang                                                                        |
| 2      | - An Biên An Minh Vĩnh Thuận U Minh Thượng Châu Thành      | Nguyễn Việt Thắng  | 65,14     | Phó Bí thư Thường trực Huyện ủy An Biên 5.2024: Bí thư Huyện ủy U Minh Thượng                                                 |
| 3      | - Rạch Giá Hà Tiên Phú Quốc Kiên Lương Hòn Đất Giang Thành | Đỗ Thanh Bình      | 88,79     | Bí thư Tỉnh ủy Kiên Giang 7.2021: Bí thư Tỉnh ủy Kiên Giang, Trưởng đoàn ĐBQH tỉnh                                            |
| 3      | - Rạch Giá Hà Tiên Phú Quốc Kiên Lương Hòn Đất Giang Thành | Lý Anh Thư         | 80,13     | Phó Giám đốc Sở Lao động-Thương binh và Xã hội tỉnh Kiên Giang 9.2024: Chủ tịch Hội Liên hiệp Phụ nữ tỉnh Kiên Giang          |
| 3      | - Rạch Giá Hà Tiên Phú Quốc Kiên Lương Hòn Đất Giang Thành | Nguyễn Danh Tú     | 78,53     | Giám đốc Trung tâm Nghiên cứu khoa học lập pháp, Viện Nghiên cứu lập pháp 7.2021: Ủy viên Thường trực Ủy ban Tư pháp Quốc hội |

## Kon Tum
| Đơn vị | Địa phương                                    | Người trúng cử     | Tỷ lệ (%) | Ghi chú |
| ------ | --------------------------------------------- | ------------------ | --------- | --- |
| 1      | - Kon Tum Kon Plông Kon Rẫy Sa Thầy Ia H'Drai | Nguyễn Văn Hùng    | 93,39     | Bộ trưởng Bộ Văn hóa, Thể thao và Du lịch |
| 1      | - Kon Tum Kon Plông Kon Rẫy Sa Thầy Ia H'Drai | Phạm Đình Thanh    | 91,13     | Giám đốc Sở Tư pháp tỉnh Kon Tum 7.2021: Phó Trưởng đoàn chuyên trách Đoàn ĐBQH tỉnh Kon Tum                                                                                        |
| 1      | - Kon Tum Kon Plông Kon Rẫy Sa Thầy Ia H'Drai | Nàng Xô Vi         | 82,97     | |
| 2      | - Đắk Hà Đắk Tô Tu Mơ Rông Ngọc Hồi Đắk Glei  | Trần Thị Thu Phước | 92,21     | Đại tá, Phó Giám đốc Công an tỉnh Kon Tum |
| 2      | - Đắk Hà Đắk Tô Tu Mơ Rông Ngọc Hồi Đắk Glei  | Tô Văn Tám         | 92,04     | Phó Trưởng đoàn chuyên trách Đoàn ĐBQH tỉnh Kon Tum 7.2021: Ủy viên Thường trực Ủy ban Pháp luật Quốc hội                                                                           |
| 2      | - Đắk Hà Đắk Tô Tu Mơ Rông Ngọc Hồi Đắk Glei  | U Huấn             | 90,83     | Trưởng ban Nội chính Tỉnh ủy Kon Tum 7.2021 - 5.2024: Trưởng ban Nội chính Tỉnh ủy Kon Tum, Trưởng đoàn ĐBQH tỉnh 5.2024: Phó Bí thư Tỉnh ủy Tỉnh ủy Kon Tum, Trưởng đoàn ĐBQH tỉnh |

## Lai Châu
| Đơn vị | Địa phương                              | Người trúng cử                    | Tỷ lệ (%) | Ghi chú |
| ------ | --------------------------------------- | --------------------------------- | --------- | --- |
| 1      | - Lai Châu Than Uyên Tân Uyên Tam Đường | Giàng Páo Mỷ                      | 95,50     | Bí thư Tỉnh ủy, Chủ tịch HĐND tỉnh Lai Châu, Trưởng đoàn ĐBQH tỉnh                                           |
| 1      | - Lai Châu Than Uyên Tân Uyên Tam Đường | Nguyễn Hữu Toàn                   | 90,88     | Phó Chủ nhiệm Ủy ban Tài chính – Ngân sách Quốc hội                                                          |
| 1      | - Lai Châu Than Uyên Tân Uyên Tam Đường | Tao Văn Giót                      | 81,33     | Bí thư Huyện đoàn Tam Đường                                                                                  |
| 2      | - Phong Thổ Mường Tè Sìn Hồ Nậm Nhùn    | Hoàng Văn Bình (Hoàng Thanh Bình) | 88,18     | Đại tá, Phó Chỉ huy trưởng Bộ Chỉ huy quân sự tỉnh Lai Châu                                                  |
| 2      | - Phong Thổ Mường Tè Sìn Hồ Nậm Nhùn    | Hoàng Quốc Khánh                  | 85,27     | Trưởng ban Pháp chế, HĐND tỉnh Lai Châu 7.2021: Phó Trưởng đoàn ĐBQH tỉnh Lai Châu                           |
| 2      | - Phong Thổ Mường Tè Sìn Hồ Nậm Nhùn    | Trần Hồng Minh                    | 83,45     | Trung tướng, Chủ nhiệm Tổng cục Công nghiệp Quốc phòng 9.2021: Chuyển sinh hoạt sang Đoàn ĐBQH tỉnh Cao Bằng |

## Lạng Sơn
| Đơn vị | Địa phương                                      | Người trúng cử    | Tỷ lệ (%) | Ghi chú |
| ------ | ----------------------------------------------- | ----------------- | --------- | --- |
| 1      | - Bắc Sơn Bình Gia Văn Quan Chi Lăng Hữu Lũng   | Phạm Trọng Nghĩa  | 84,37     | Giám đốc Trung tâm Thông tin khoa học lập pháp, Viện Nghiên cứu lập pháp 7.2021: Ủy viên chuyên trách Ủy ban Xã hội Quốc hội                                                     |
| 1      | - Bắc Sơn Bình Gia Văn Quan Chi Lăng Hữu Lũng   | Hoàng Văn Nghiệm  | 82,02     | Phó Bí thư Thường trực Tỉnh ủy Lạng Sơn 7.2021 - 12.2024: Phó Bí thư Thường trực Tỉnh ủy Lạng Sơn, Trưởng đoàn ĐBQH tỉnh 12.2024: Bí thư Tỉnh ủy Lạng Sơn, Trưởng đoàn ĐBQH tỉnh |
| 1      | - Bắc Sơn Bình Gia Văn Quan Chi Lăng Hữu Lũng   | Lưu Bá Mạc        | 72,96     | Tổng Thư ký, Chánh Văn phòng Liên hiệp các Hội Khoa học và Kỹ thuật tỉnh Lạng Sơn                                                                                                |
| 2      | - Tràng Định Văn Lãng Cao Lộc Lộc Bình Đình Lập | Triệu Quang Huy   | 82,40     | Trưởng ban Kinh tế - Ngân sách, HĐND tỉnh Lạng Sơn 7.2021: Phó Trưởng đoàn chuyên trách Đoàn ĐBQH tỉnh Lạng Sơn                                                                  |
| 2      | - Tràng Định Văn Lãng Cao Lộc Lộc Bình Đình Lập | Chu Thị Hồng Thái | 81,76     | Phó Chánh Văn phòng Hội Nông dân tỉnh Lạng Sơn |
| 2      | - Tràng Định Văn Lãng Cao Lộc Lộc Bình Đình Lập | Trần Sỹ Thanh     | 80,06     | Tổng Kiểm toán nhà nước 7.2022: Chuyển sinh hoạt sang Đoàn ĐBQH thành phố Hà Nội                                                                                                 |

## Lào Cai
| Đơn vị | Địa phương                                      | Người trúng cử        | Tỷ lệ (%) | Ghi chú |
| ------ | ----------------------------------------------- | --------------------- | --------- | --- |
| 1      | - Lào Cai Bát Xát Bắc Hà Mường Khương Si Ma Cai | Đặng Xuân Phong       | 94,72     | Bí thư Tỉnh ủy Lào Cai 7.2021: Bí thư Tỉnh ủy Lào Cai, Trưởng đoàn ĐBQH tỉnh                                               |
| 1      | - Lào Cai Bát Xát Bắc Hà Mường Khương Si Ma Cai | Lê Thị Hà (Lê Thu Hà) | 91,19     | Ủy viên Thường trực Ủy ban Đối ngoại Quốc hội                                                                              |
| 1      | - Lào Cai Bát Xát Bắc Hà Mường Khương Si Ma Cai | Hà Đức Minh           | 90,01     | Bí thư Tỉnh đoàn Lào Cai 6.2022: Bí thư Huyện ủy Si Ma Cai                                                                 |
| 2      | - Sa Pa Bảo Thắng Bảo Yên Văn Bàn               | Trần Cẩm Tú           | 87,86     | Chủ nhiệm Ủy ban Kiểm tra Trung ương 10.2024: Thường trực Ban Bí thư Trung ương Đảng, Chủ nhiệm Ủy ban Kiểm tra Trung ương |
| 2      | - Sa Pa Bảo Thắng Bảo Yên Văn Bàn               | Sùng A Lềnh           | 86,48     | Phó Trưởng ban Tổ chức Tỉnh ủy Lào Cai 7.2021: Phó Trưởng đoàn chuyên trách Đoàn ĐBQH tỉnh Lào Cai                         |
| 2      | - Sa Pa Bảo Thắng Bảo Yên Văn Bàn               | Nguyễn Thị Lan Anh    | 82,89     | Trưởng khoa Nông Lâm-Xây dựng, Trường Cao đẳng Lào Cai                                                                     |

## Lâm Đồng
Miễn nhiệm hoặc bãi nhiệm hoặc cách chức
| Đơn vị | Địa phương                                 | Người trúng cử   | Tỷ lệ (%) | Ghi chú                                                                                          |
| ------ | ------------------------------------------ | ---------------- | --------- | ------------------------------------------------------------------------------------------------ |
| 1      | - Đà Lạt Lạc Dương Đơn Dương Đức Trọng     | Phan Đình Trạc   | 83,34     | Đại tá, Trưởng ban Nội chính Trung ương                                                          |
| 1      | - Đà Lạt Lạc Dương Đơn Dương Đức Trọng     | Trịnh Thị Tú Anh | 81,32     | Trưởng phòng Quản lý Khoa học - Hợp tác quốc tế, Đại học Đà Lạt                                  |
| 1      | - Đà Lạt Lạc Dương Đơn Dương Đức Trọng     | Nguyễn Tạo       | 78,90     | Phó Trưởng đoàn chuyên trách Đoàn ĐBQH tỉnh Lâm Đồng                                             |
| 2      | - Lâm Hà Đam Rông Di Linh                  | Lâm Văn Đoan     | 77,48     | Trợ lý Trưởng ban Dân vận Trung ương Trương Thị Mai 7.2021: Phó Chủ nhiệm Ủy ban Xã hội Quốc hội |
| 2      | - Lâm Hà Đam Rông Di Linh                  | K'Nhiễu          | 71,21     | Phó Chánh Văn phòng Sở - Sở Khoa học và Công nghệ tỉnh Lâm Đồng                                  |
| 3      | - Bảo Lộc Bảo Lâm Đạ Huoai Đạ Tẻh Cát Tiên | Nguyễn Văn Hiển  | 85,73     | Viện trưởng Viện Nghiên cứu lập pháp                                                             |
| 3      | - Bảo Lộc Bảo Lâm Đạ Huoai Đạ Tẻh Cát Tiên | Trần Đình Văn    | 80,55     | Thôi chức ngày 25 tháng 9 năm 2024                                                               |

## Long An
| Đơn vị | Địa phương                                                           | Người trúng cử    | Tỷ lệ (%) | Ghi chú |
| ------ | -------------------------------------------------------------------- | ----------------- | --------- | --- |
| 1      | - Đức Huệ Đức Hòa Bến Lức Tân Trụ                                    | Lê Tấn Tới        | 69,87     | Thiếu tướng, Thứ trưởng Bộ Công an 7.2021 - 12.2022: Thiếu tướng, Chủ nhiệm Ủy ban Quốc phòng và An ninh Quốc hội 12.2022: Trung tướng, Chủ nhiệm Ủy ban Quốc phòng và An ninh Quốc hội |
| 1      | - Đức Huệ Đức Hòa Bến Lức Tân Trụ                                    | Trần Quốc Quân    | 67,70     | Trưởng ban Công tác Thanh niên Tỉnh đoàn Long An 7.2021 - 3.2022: Phó Bí thư Tỉnh đoàn Long An 3.2022: Phó Chủ tịch Hội Nông dân tỉnh Long An                                           |
| 1      | - Đức Huệ Đức Hòa Bến Lức Tân Trụ                                    | Phan Thị Mỹ Dung  | 57,79     | Giám đốc Sở Tư pháp tỉnh Long An |
| 2      | - Tân An Châu Thành Cần Đước Cần Giuộc                               | Nguyễn Thanh Hải  | 76,20     | Phó Bí thư Thường trực Tỉnh ủy Long An 7.2021: Phó Bí thư Thường trực Tỉnh ủy Long An, Trưởng đoàn ĐBQH tỉnh                                                                            |
| 2      | - Tân An Châu Thành Cần Đước Cần Giuộc                               | Nguyễn Tuấn Anh   | 67,30     | Ủy viên Thường trực Ủy ban Khoa học, Công nghệ và Môi trường Quốc hội 7.2021: Phó Chủ nhiệm Ủy ban Khoa học, Công nghệ và Môi trường Quốc hội                                           |
| 2      | - Tân An Châu Thành Cần Đước Cần Giuộc                               | Nguyễn Hoàng Uyên | 53,13     | Phó Giám đốc Trung tâm Kiểm soát bệnh tật tỉnh Long An |
| 3      | - Kiến Tường Thủ Thừa Thạnh Hóa Tân Thạnh Mộc Hóa Vĩnh Hưng Tân Hưng | Hoàng Văn Liên    | 60,07     | Phó Chủ nhiệm Ủy ban Tư pháp Quốc hội |
| 3      | - Kiến Tường Thủ Thừa Thạnh Hóa Tân Thạnh Mộc Hóa Vĩnh Hưng Tân Hưng | Lê Thị Song An    | 53,93     | Phó Giám đốc Sở Giáo dục và Đào tạo tỉnh Long An 10.2021: Phó Trưởng đoàn chuyên trách Đoàn ĐBQH tỉnh Long An                                                                           |

## Nam Định
| Đơn vị | Địa phương                        | Người trúng cử            | Tỷ lệ (%) | Ghi chú |
| ------ | --------------------------------- | ------------------------- | --------- | --- |
| 1      | - Nam Định Mỹ Lộc Vụ Bản Ý Yên    | Nguyễn Hải Dũng           | 83,87     | Trưởng ban Pháp chế, HĐND tỉnh Nam Định 7.2021: Phó Trưởng đoàn chuyên trách Đoàn ĐBQH tỉnh Nam Định                                                   |
| 1      | - Nam Định Mỹ Lộc Vụ Bản Ý Yên    | Lê Khánh Hải              | 82,76     | Chủ nhiệm Văn phòng Chủ tịch nước |
| 1      | - Nam Định Mỹ Lộc Vụ Bản Ý Yên    | Nguyễn Thị Thúy Ngọc      | 59,15     | Chánh Văn phòng Hội Liên hiệp Phụ nữ tỉnh Nam Định |
| 2      | - Nam Trực Nghĩa Hưng Hải Hậu     | Lê Quốc Chỉnh             | 87,99     | Phó Bí thư Thường trực Tỉnh ủy Nam Định, Chủ tịch HĐND tỉnh 7.2021: Phó Bí thư Thường trực Tỉnh ủy Nam Định, Chủ tịch HĐND tỉnh, Trưởng đoàn ĐBQH tỉnh |
| 2      | - Nam Trực Nghĩa Hưng Hải Hậu     | Mai Thị Phương Hoa        | 82,96     | Ủy viên Thường trực Ủy ban Tư pháp Quốc hội 7.2021: Phó Chủ nhiệm Ủy ban Tư pháp Quốc hội                                                              |
| 2      | - Nam Trực Nghĩa Hưng Hải Hậu     | Khương Thị Mai            | 72,66     | Giám đốc điều hành Công ty trách nhiệm hữu hạn Nhôm Nam Sung Việt Nam                                                                                  |
| 3      | - Xuân Trường Giao Thủy Trực Ninh | Võ Văn Kim (Vũ Trọng Kim) | 76,50     | Chủ tịch Trung ương Hội Cựu Thanh niên xung phong |
| 3      | - Xuân Trường Giao Thủy Trực Ninh | Trần Thị Quỳnh            | 61,63     | |

## Nghệ An
| Đơn vị | Địa phương                                             | Người trúng cử     | Tỷ lệ (%) | Ghi chú |
| ------ | ------------------------------------------------------ | ------------------ | --------- | --- |
| 1      | - Kỳ Sơn Tương Dương Con Cuông Anh Sơn Đô Lương        | Hoàng Minh Hiếu    | 91,25     | Vụ trưởng Vụ Thông tin, Văn phòng Quốc hội 7.2021: Ủy viên Thường trực Ủy ban Pháp luật Quốc hội                                                                                          |
| 1      | - Kỳ Sơn Tương Dương Con Cuông Anh Sơn Đô Lương        | Trần Nhật Minh     | 87,61     | Phó Chánh Văn phòng phụ trách Văn phòng Đoàn ĐBQH tỉnh Nghệ An |
| 2      | - Thái Hòa Quế Phong Quỳ Châu Quỳ Hợp Nghĩa Đàn Tân Kỳ | Vi Văn Sơn         | 92,03     | Trưởng ban Dân tộc tỉnh Nghệ An |
| 2      | - Thái Hòa Quế Phong Quỳ Châu Quỳ Hợp Nghĩa Đàn Tân Kỳ | Đặng Xuân Phương   | 92,22     | Phó Trưởng ban Công tác Đại biểu Quốc hội 7.2021 - 8.2023: Phó Chủ nhiệm Ủy ban Văn hóa, Giáo dục Quốc hội 8.2023: Phó Bí thư Tỉnh ủy Quảng Ninh                                          |
| 2      | - Thái Hòa Quế Phong Quỳ Châu Quỳ Hợp Nghĩa Đàn Tân Kỳ | Trần Đức Thuận     | 90,64     | Thiếu tướng, Phó Viện trưởng Viện Kiểm sát Quân sự Trung ương |
| 3      | - Hoàng Mai Yên Thành Quỳnh Lưu                        | Phạm Phú Bình      | 86,67     | Vụ trưởng Vụ Hợp tác quốc tế, Bộ Tài nguyên và Môi trường 7.2021: Ủy viên Thường trực Ủy ban Đối ngoại Quốc hội                                                                           |
| 3      | - Hoàng Mai Yên Thành Quỳnh Lưu                        | Thái Thị An Chung  | 82,93     | Chánh Văn phòng HĐND tỉnh Nghệ An 7.2021: Phó Trưởng đoàn chuyên trách Đoàn ĐBQH tỉnh Nghệ An                                                                                             |
| 3      | - Hoàng Mai Yên Thành Quỳnh Lưu                        | Hoàng Thị Thu Hiền | 79,48     | Phó Chủ tịch Thường trực Hội Liên hiệp Phụ nữ tỉnh Nghệ An |
| 4      | - Vinh Thanh Chương Nam Đàn Hưng Nguyên                | Thái Thanh Quý     | 92,85     | Bí thư Tỉnh ủy Nghệ An, Chủ tịch HĐND tỉnh 7.2021 - 10.2024: Bí thư Tỉnh ủy Nghệ An, Chủ tịch HĐND tỉnh, Trưởng đoàn ĐBQH tỉnh 10.2024: Phó Trưởng ban thường trực Ban Kinh tế Trung ương |
| 4      | - Vinh Thanh Chương Nam Đàn Hưng Nguyên                | Đỗ Văn Chiến       | 86,90     | Chủ tịch Ủy ban Trung ương Mặt trận Tổ quốc Việt Nam |
| 4      | - Vinh Thanh Chương Nam Đàn Hưng Nguyên                | Thái Văn Thành     | 83,59     | Giáo sư, Giám đốc Sở Giáo dục và Đào tạo tỉnh Nghệ An |
| 5      | - Cửa Lò Diễn Châu Nghi Lộc                            | Nguyễn Vân Chi     | 91,77     | Ủy viên Thường trực Ủy ban Tài chính – Ngân sách Quốc hội 7.2021: Phó Chủ nhiệm Ủy ban Tài chính – Ngân sách Quốc hội                                                                     |
| 5      | - Cửa Lò Diễn Châu Nghi Lộc                            | Võ Thị Minh Sinh   | 89        | Chủ tịch Mặt trận Tổ quốc tỉnh Nghệ An |

## Ninh Bình
| Đơn vị | Địa phương                           | Người trúng cử      | Tỷ lệ (%) | Ghi chú |
| ------ | ------------------------------------ | ------------------- | --------- | --- |
| 1      | - Ninh Bình Nho Quan Gia Viễn Hoa Lư | Nguyễn Thị Thu Hà   | 98,38     | Bí thư Tỉnh ủy Ninh Bình, Trưởng đoàn ĐBQH tỉnh 7.2023: Phó Chủ tịch, Tổng Thư ký Ủy ban Trung ương Mặt trận Tổ quốc Việt Nam                                     |
| 1      | - Ninh Bình Nho Quan Gia Viễn Hoa Lư | Nguyễn Thành Công   | 91,75     | Phó Giám đốc Sở Công thương tỉnh Ninh Bình 7.2021: Ủy viên chuyên trách Ủy ban Kinh tế Quốc hội                                                                   |
| 1      | - Ninh Bình Nho Quan Gia Viễn Hoa Lư | Mai Khanh           | 90,28     | Chánh án Tòa án nhân dân tỉnh Ninh Bình 8.2023: Bí thư Huyện ủy Kim Sơn                                                                                           |
| 2      | - Tam Điệp Kim Sơn Yên Khánh Yên Mô  | Nguyễn Thị Thanh    | 97,39     | Trưởng ban Công tác Đại biểu Quốc hội Phó Trưởng ban Tổ chức Trung ương 6.2024: Phó Chủ tịch Quốc hội                                                             |
| 2      | - Tam Điệp Kim Sơn Yên Khánh Yên Mô  | Đinh Việt Dũng      | 95,50     | Bí thư Huyện ủy Kim Sơn 5.2023 - 10.2023: Chủ nhiệm Ủy ban Kiểm tra Tỉnh ủy Ninh Bình 10.2023: Chủ nhiệm Ủy ban Kiểm tra Tỉnh ủy Ninh Bình, Trưởng đoàn ĐBQH tỉnh |
| 2      | - Tam Điệp Kim Sơn Yên Khánh Yên Mô  | Trần Thị Hồng Thanh | 92,58     | Phó Bí thư Thường trực Thành ủy, Chủ tịch HĐND Tam Điệp 7.2021: Phó Trưởng đoàn chuyên trách Đoàn ĐBQH tỉnh Ninh Bình                                             |

## Ninh Thuận
| Đơn vị | Địa phương                                 | Người trúng cử    | Tỷ lệ (%) | Ghi chú |
| ------ | ------------------------------------------ | ----------------- | --------- | --- |
| 1      | - Phan Rang - Tháp Chàm Ninh Hải Thuận Bắc | Trần Quốc Nam     | 88,15     | Chủ tịch Ủy ban Nhân dân tỉnh Ninh Thuận 7.2021: Chủ tịch Ủy ban Nhân dân tỉnh Ninh Thuận, Trưởng đoàn ĐBQH tỉnh |
| 1      | - Phan Rang - Tháp Chàm Ninh Hải Thuận Bắc | Nguyễn Đình Khang | 84,48     | Chủ tịch Tổng Liên đoàn Lao động                                                                                 |
| 1      | - Phan Rang - Tháp Chàm Ninh Hải Thuận Bắc | Chamaléa Thị Thủy | 70,06     | Trưởng ban Dân vận Tỉnh ủy Ninh Thuận                                                                            |
| 2      | - Bác Ái Ninh Sơn Thuận Nam Ninh Phước     | Phan Xuân Dũng    | 79,36     | Chủ tịch Ủy ban Toàn quốc Liên hiệp các Hội Khoa học và Kỹ thuật Việt Nam                                        |
| 2      | - Bác Ái Ninh Sơn Thuận Nam Ninh Phước     | Đàng Thị Mỹ Hương | 77,72     | Trưởng ban Văn hóa Xã hội, HĐND tỉnh Ninh Thuận 7.2021: Phó Trưởng đoàn chuyên trách Đoàn ĐBQH tỉnh Ninh Thuận   |
| 2      | - Bác Ái Ninh Sơn Thuận Nam Ninh Phước     | Nguyễn Văn Thuận  | 74,20     | Đại tá, Chủ tịch Hội Cựu chiến binh tỉnh Ninh Thuận                                                              |

## Phú Thọ
| Đơn vị | Địa phương                                               | Người trúng cử   | Tỷ lệ (%) | Ghi chú |
| ------ | -------------------------------------------------------- | ---------------- | --------- | --- |
| 1      | - Việt Trì Tam Nông Tân Sơn Thanh Sơn Thanh Thủy Yên Lập | Nguyễn Thúy Anh  | 88,83     | Chủ nhiệm Ủy ban Về các vấn đề xã hội Quốc hội                                                                           |
| 1      | - Việt Trì Tam Nông Tân Sơn Thanh Sơn Thanh Thủy Yên Lập | Cầm Hà Chung     | 86,59     | Phó Chủ tịch Mặt trận Tổ quốc tỉnh Phú Thọ 12.2022: Trưởng ban Dân tộc tỉnh Phú Thọ                                      |
| 1      | - Việt Trì Tam Nông Tân Sơn Thanh Sơn Thanh Thủy Yên Lập | Hà Ánh Phượng    | 78,40     | |
| 2      | - Phú Thọ Phù Ninh Lâm Thao Đoan Hùng                    | Nguyễn Đăng Khải | 84,26     | Thiếu tướng, Phó Tư lệnh, Tham mưu trưởng Quân khu 2                                                                     |
| 2      | - Phú Thọ Phù Ninh Lâm Thao Đoan Hùng                    | Nguyễn Thành Nam | 80,75     | Chủ tịch Liên minh Hợp tác xã tỉnh Phú Thọ 7.2021: Phó Trưởng đoàn chuyên trách Đoàn ĐBQH tỉnh Phú Thọ                   |
| 3      | - Thanh Ba Hạ Hòa Cẩm Khê                                | Bùi Minh Châu    | 94,70     | Bí thư Tỉnh ủy Phú Thọ, Chủ tịch HĐND tỉnh 7.2021: Bí thư Tỉnh ủy Phú Thọ, Chủ tịch HĐND tỉnh, Trưởng đoàn ĐBQH tỉnh     |
| 3      | - Thanh Ba Hạ Hòa Cẩm Khê                                | Vũ Tuấn Anh      | 86,89     | Vụ trưởng Vụ Tài chính - Ngân sách, Văn phòng Quốc hội 7.2021: Ủy viên Thường trực Ủy ban Tài chính – Ngân sách Quốc hội |

## Phú Yên
| Đơn vị | Địa phương                                   | Người trúng cử | Tỷ lệ (%) | Ghi chú                                                                                                 |
| ------ | -------------------------------------------- | -------------- | --------- | --- |
| 1      | - Đông Hòa Phú Hòa Tây Hòa Sơn Hòa Sông Hinh | Phạm Đại Dương | 84,05     | Bí thư Tỉnh ủy Phú Yên 7.2021: Bí thư Tỉnh ủy Phú Yên, Trưởng đoàn ĐBQH tỉnh                            |
| 1      | - Đông Hòa Phú Hòa Tây Hòa Sơn Hòa Sông Hinh | Đỗ Chí Nghĩa   | 68,30     | Tổng biên tập Báo Đại biểu Nhân dân 7.2021: Ủy viên Thường trực Ủy ban Văn hóa, Giáo dục Quốc hội       |
| 1      | - Đông Hòa Phú Hòa Tây Hòa Sơn Hòa Sông Hinh | Dương Bình Phú | 51,90     | Giám đốc Sở Khoa học và Công nghệ tỉnh Phú Yên                                                          |
| 2      | - Tuy Hòa Sông Cầu Đồng Xuân Tuy An          | Lê Quang Đạo   | 73,91     | Thiếu tướng, Phó Tư lệnh, Tham mưu trưởng Bộ đội Biên phòng 10.2021: Trung tướng, Tư lệnh Cảnh sát biển |
| 2      | - Tuy Hòa Sông Cầu Đồng Xuân Tuy An          | Lê Văn Thìn    | 62,43     | Giám đốc Sở Tư pháp tỉnh Phú Yên 7.2021: Phó Trưởng đoàn chuyên trách Đoàn ĐBQH tỉnh Phú Yên            |
| 2      | - Tuy Hòa Sông Cầu Đồng Xuân Tuy An          | Lê Đào An Xuân | 56,27     | Chủ tịch Hội Liên hiệp Phụ nữ tỉnh Phú Yên                                                              |

## Quảng Bình
| Đơn vị | Địa phương                                         | Người trúng cử       | Tỷ lệ (%) | Ghi chú |
| ------ | -------------------------------------------------- | -------------------- | --------- | --- |
| 1      | - Ba Đồn Minh Hóa Tuyên Hóa Quảng Trạch Quảng Ninh | Trần Quang Minh      | 89,75     | Phó Chủ tịch Mặt trận Tổ quốc tỉnh Quảng Bình |
| 1      | - Ba Đồn Minh Hóa Tuyên Hóa Quảng Trạch Quảng Ninh | Nguyễn Tiến Nam      | 89,55     | Đại tá, Giám đốc Công an tỉnh Quảng Bình 6.2022: Thiếu tướng, Viện trưởng Viện Khoa học hình sự, Bộ Công an                                              |
| 1      | - Ba Đồn Minh Hóa Tuyên Hóa Quảng Trạch Quảng Ninh | Nguyễn Thị Tuyết Nga | 85,02     | Phó Vụ trưởng Vụ Văn hóa Giáo dục, Thanh niên, Thiếu niên và Nhi đồng, Văn phòng Quốc hội 7.2021: Ủy viên chuyên trách Ủy ban Văn hóa, Giáo dục Quốc hội |
| 2      | - Đồng Hới Lệ Thủy Bố Trạch                        | Vũ Đại Thắng         | 91,99     | Bí thư Tỉnh ủy Quảng Bình 7.2021 - 10.2024: Bí thư Tỉnh ủy Quảng Bình, Trưởng đoàn ĐBQH tỉnh 10.2024: Bí thư Tỉnh uỷ Quảng Ninh                          |
| 2      | - Đồng Hới Lệ Thủy Bố Trạch                        | Nguyễn Mạnh Cường    | 91,82     | Phó Chủ nhiệm Ủy ban Tư pháp Quốc hội |
| 2      | - Đồng Hới Lệ Thủy Bố Trạch                        | Nguyễn Minh Tâm      | 83,03     | Chủ tịch Hội Liên hiệp Phụ nữ tỉnh Quảng Bình 7.2021: Phó Trưởng đoàn chuyên trách Đoàn ĐBQH tỉnh Quảng Bình                                             |

## Quảng Nam
| Đơn vị | Địa phương                                                   | Người trúng cử     | Tỷ lệ (%) | Ghi chú |
| ------ | ------------------------------------------------------------ | ------------------ | --------- | --- |
| 1      | - Điện Bàn Đại Lộc Đông Giang Tây Giang Nam Giang Phước Sơn  | Vương Quốc Thắng   | 70,35     | Giám đốc Trung tâm Chuyển giao tri thức và hỗ trợ khởi nghiệp, Đại học Quốc gia Hà Nội 7.2021: Ủy viên chuyên trách Ủy ban Khoa học, Công nghệ và Môi trường Quốc hội                            |
| 1      | - Điện Bàn Đại Lộc Đông Giang Tây Giang Nam Giang Phước Sơn  | Đặng Thị Bảo Trinh | 66,26     | Bí thư Thị đoàn Điện Bàn |
| 2      | - Hội An Duy Xuyên Quế Sơn Nông Sơn Thăng Bình Hiệp Đức      | Lê Văn Dũng        | 86,18     | Phó Bí thư Thường trực Tỉnh ủy Quảng Nam 7.2021 - 7.2024: Phó Bí thư Thường trực Tỉnh ủy Quảng Nam, Trưởng đoàn ĐBQH tỉnh 6.2024: Chủ tịch Ủy ban Nhân dân tỉnh Quảng Nam, Trưởng đoàn ĐBQH tỉnh |
| 2      | - Hội An Duy Xuyên Quế Sơn Nông Sơn Thăng Bình Hiệp Đức      | Dương Văn Phước    | 77,21     | Chánh Văn phòng Đoàn ĐBQH tỉnh Quảng Nam 7.2021: Phó Trưởng đoàn chuyên trách Đoàn ĐBQH tỉnh Quảng Nam                                                                                           |
| 2      | - Hội An Duy Xuyên Quế Sơn Nông Sơn Thăng Bình Hiệp Đức      | Tạ Văn Hạ          | 71,85     | Ủy viên Thường trực Ủy ban Văn hóa, Giáo dục, Thanh thiếu niên và Nhi đồng Quốc hội 7.2021: Phó Chủ nhiệm Ủy ban Văn hóa, Giáo dục Quốc hội                                                      |
| 3      | - Tam Kỳ Núi Thành Tiên Phước Nam Trà My Bắc Trà My Phú Ninh | Nguyễn Đức Hải     | 80,97     | Phó Chủ tịch Quốc hội, Chủ nhiệm Ủy ban Tài chính – Ngân sách Quốc hội 7.2021: Phó Chủ tịch Quốc hội                                                                                             |
| 3      | - Tam Kỳ Núi Thành Tiên Phước Nam Trà My Bắc Trà My Phú Ninh | Phan Thái Bình     | 73,86     | Chủ nhiệm Ủy ban Kiểm tra Tỉnh ủy Quảng Nam 6.2024: Phó Chủ tịch Thường trực Ủy ban nhân dân tỉnh Quảng Nam                                                                                      |

## Quảng Ninh
Miễn nhiệm hoặc bãi nhiệm hoặc cách chức
| Đơn vị | Địa phương                                                       | Người trúng cử                                  | Tỷ lệ (%) | Ghi chú |
| ------ | ---------------------------------------------------------------- | ----------------------------------------------- | --------- | --- |
| 1      | - Hạ Long Cẩm Phả                                                | Vũ Hồng Thanh                                   | 93,36     | Chủ nhiệm Ủy ban Kinh tế Quốc hội |
| 1      | - Hạ Long Cẩm Phả                                                | Nguyễn Xuân Thắng                               | 93,11     | Chủ tịch Hội đồng Lý luận Trung ương Giám đốc Học viện Chính trị Quốc gia Hồ Chí Minh |
| 1      | - Hạ Long Cẩm Phả                                                | Lê Minh Chuẩn                                   | 89,35     | Thôi chức ngày 5 tháng 1 năm 2023 |
| 2      | - Uông Bí Đông Triều Quảng Yên                                   | Ngô Hoàng Ngân                                  | 93,50     | Phó Bí thư Thường trực Tỉnh ủy Quảng Ninh 7.2021 - 4.2023: Phó Bí thư Thường trực Tỉnh ủy Quảng Ninh, Trưởng đoàn ĐBQH tỉnh 4.2023: Chủ tịch HĐTV Tập đoàn Công nghiệp Than – Khoáng sản Việt Nam                                     |
| 2      | - Uông Bí Đông Triều Quảng Yên                                   | Đỗ Thị Lan                                      | 88,46     | Ủy viên Thường trực Ủy ban Về các vấn đề xã hội Quốc hội 7.2021: Phó Chủ nhiệm Ủy ban Xã hội Quốc hội |
| 2      | - Uông Bí Đông Triều Quảng Yên                                   | Lương Công Quyết (Hòa thượng Thích Thanh Quyết) | 87,82     | Phó Chủ tịch Hội đồng Trị sự Giáo hội Phật giáo Việt Nam Trưởng ban Giáo dục Phật giáo Trung ương Giáo hội Phật giáo Việt Nam Viện trưởng Học viện Phật giáo Việt Nam tại Hà Nội Trưởng ban Trị sự Giáo hội Phật giáo tỉnh Quảng Ninh |
| 3      | - Móng Cái Vân Đồn Cô Tô Tiên Yên Đầm Hà Hải Hà Bình Liêu Ba Chẽ | Nguyễn Thị Thu Hà                               | 85,19     | Bí thư Huyện ủy Đầm Hà 7.2021: Phó Trưởng đoàn chuyên trách Đoàn ĐBQH tỉnh Quảng Ninh |
| 3      | - Móng Cái Vân Đồn Cô Tô Tiên Yên Đầm Hà Hải Hà Bình Liêu Ba Chẽ | Trần Thị Kim Nhung                              | 82,04     | Vụ trưởng Vụ Thông tin, Văn phòng Quốc hội 7.2021: Ủy viên Thường trực Ủy ban Pháp luật Quốc hội |

## Quảng Ngãi
| Đơn vị | Địa phương                                  | Người trúng cử      | Tỷ lệ (%) | Ghi chú |
| ------ | ------------------------------------------- | ------------------- | --------- | --- |
| 1      | - Bình Sơn Sơn Tịnh Trà Bồng Sơn Tây Sơn Hà | Đặng Ngọc Huy       | 79,71     | Phó Bí thư Thường trực Tỉnh ủy Quảng Ngãi 7.2021: Phó Bí thư Thường trực Tỉnh ủy Quảng Ngãi, Trưởng đoàn ĐBQH tỉnh |
| 1      | - Bình Sơn Sơn Tịnh Trà Bồng Sơn Tây Sơn Hà | Trần Thị Hồng An    | 70,94     | Phó Chủ tịch Trung ương Hội Chữ thập đỏ Việt Nam 7.2021: Ủy viên Thường trực Ủy ban Đối ngoại Quốc hội             |
| 2      | - Quảng Ngãi Tư Nghĩa Nghĩa Hành Lý Sơn     | Đinh Thị Phương Lan | 78,27     | Ủy viên Thường trực Hội đồng Dân tộc Quốc hội 7.2021: Phó Chủ tịch Hội đồng Dân tộc Quốc hội                       |
| 2      | - Quảng Ngãi Tư Nghĩa Nghĩa Hành Lý Sơn     | Lương Văn Hùng      | 77,83     | Phó Chánh án Tòa án nhân dân tỉnh Quảng Ngãi                                                                       |
| 2      | - Quảng Ngãi Tư Nghĩa Nghĩa Hành Lý Sơn     | Vũ Thị Liên Hương   | 74,65     | Hiệu trưởng Trường THPT Chuyên Lê Khiết, tỉnh Quảng Ngãi                                                           |
| 3      | - Đức Phổ Mộ Đức Ba Tơ Minh Long            | Trần Quang Phương   | 85,22     | Thượng tướng, Phó Chủ nhiệm Tổng cục Chính trị 7.2021: Thượng tướng, Phó Chủ tịch Quốc hội                         |
| 3      | - Đức Phổ Mộ Đức Ba Tơ Minh Long            | Huỳnh Thị Ánh Sương | 78,22     | Bí thư Huyện ủy Minh Long 7.2021: Phó Trưởng đoàn chuyên trách Đoàn ĐBQH tỉnh Quảng Ngãi                           |

## Quảng Trị
| Đơn vị | Địa phương                                      | Người trúng cử  | Tỷ lệ (%) | Ghi chú |
| ------ | ----------------------------------------------- | --------------- | --------- | --- |
| 1      | - Vĩnh Linh Gio Linh Đakrông Hướng Hóa Cồn Cỏ   | Nguyễn Chí Dũng | 86,88     | Bộ trưởng Bộ Kế hoạch và Đầu tư |
| 1      | - Vĩnh Linh Gio Linh Đakrông Hướng Hóa Cồn Cỏ   | Hoàng Đức Thắng | 80,60     | Phó Trưởng đoàn chuyên trách Đoàn ĐBQH tỉnh Quảng Trị                                                                                                  |
| 1      | - Vĩnh Linh Gio Linh Đakrông Hướng Hóa Cồn Cỏ   | Hồ Thị Minh     | 71,48     | Phó Trưởng ban Dân tộc tỉnh Quảng Trị |
| 2      | - Đông Hà Quảng Trị Triệu Phong Cam Lộ Hải Lăng | Hà Sỹ Đồng      | 80,97     | Phó Chủ tịch Thường trực Ủy ban nhân dân tỉnh Quảng Trị                                                                                                |
| 2      | - Đông Hà Quảng Trị Triệu Phong Cam Lộ Hải Lăng | Nguyễn Hữu Đàn  | 79,15     | Đại tá, Chỉ huy trưởng Bộ Chỉ huy quân sự tỉnh Quảng Trị                                                                                               |
| 2      | - Đông Hà Quảng Trị Triệu Phong Cam Lộ Hải Lăng | Lê Quang Tùng   | 78,02     | Bí thư Tỉnh ủy Quảng Trị 7.2021 - 11.2024: Bí thư Tỉnh ủy Quảng Trị, Trưởng đoàn ĐBQH tỉnh 11.2024: Tổng Thư ký Quốc hội, Chủ nhiệm Văn phòng Quốc hội |

## Sóc Trăng
| Đơn vị | Địa phương                                                     | Người trúng cử                  | Tỷ lệ (%) | Ghi chú                                                                          |
| ------ | -------------------------------------------------------------- | ------------------------------- | --------- | -------------------------------------------------------------------------------- |
| 1      | - Sóc Trăng Châu Thành, Sóc Trăng Kế Sách Long Phú Cù Lao Dung | Lâm Văn Mẫn                     | 87,76     | Bí thư Tỉnh ủy Sóc Trăng 7.2021: Bí thư Tỉnh ủy Sóc Trăng, Trưởng đoàn ĐBQH tỉnh |
| 1      | - Sóc Trăng Châu Thành, Sóc Trăng Kế Sách Long Phú Cù Lao Dung | Hoàng Thanh Tùng                | 73,69     | Chủ nhiệm Ủy ban Pháp luật Quốc hội                                              |
| 1      | - Sóc Trăng Châu Thành, Sóc Trăng Kế Sách Long Phú Cù Lao Dung | Phạm Thị Minh Huệ               | 51,53     | Phó Giám đốc Sở Tư pháp tỉnh Sóc Trăng                                           |
| 2      | - Ngã Năm Mỹ Tú Thạnh Trị                                      | Nguyễn Xuân Dắt                 | 78,24     | Trung tướng, Tư lệnh Quân khu 9                                                  |
| 2      | - Ngã Năm Mỹ Tú Thạnh Trị                                      | Tô Ái Vang                      | 70,24     | Phó Trưởng đoàn chuyên trách Đoàn ĐBQH tỉnh Sóc Trăng                            |
| 3      | - Vĩnh Châu Mỹ Xuyên Trần Đề                                   | Lý Đức (Thượng tọa Lý Minh Đức) | 72,74     | Trụ trì Chùa Som Rong                                                            |
| 3      | - Vĩnh Châu Mỹ Xuyên Trần Đề                                   | Triệu Thị Ngọc Diễm             | 69,50     | Phó Chủ tịch Ủy ban nhân dân thị xã Vĩnh Châu 7.2021: Bí thư Tỉnh đoàn Sóc Trăng |

## Sơn La
| Đơn vị | Địa phương                            | Người trúng cử  | Tỷ lệ (%) | Ghi chú |
| ------ | ------------------------------------- | --------------- | --------- | --- |
| 1      | - Sơn La Thuận Châu Mai Sơn Yên Châu  | Nguyễn Hữu Đông | 90,33     | Bí thư Tỉnh ủy Sơn La 7.2021 - 6.2024: Bí thư Tỉnh ủy Sơn La, Trưởng đoàn ĐBQH tỉnh 6.2024: Phó Trưởng ban Nội chính Trung ương                                |
| 1      | - Sơn La Thuận Châu Mai Sơn Yên Châu  | Hoàng Thị Đôi   | 85,60     | Chủ tịch Hội Liên hiệp Phụ nữ tỉnh Sơn La 7.2021: Phó Trưởng đoàn chuyên trách Đoàn ĐBQH tỉnh Sơn La                                                           |
| 1      | - Sơn La Thuận Châu Mai Sơn Yên Châu  | Lò Việt Phương  | 81,60     | Vụ trưởng Vụ Dân nguyện, Văn phòng Quốc hội 7.2021: Phó Trưởng ban Dân nguyện Quốc hội                                                                         |
| 2      | - Mường La Sông Mã Sốp Cộp Quỳnh Nhai | Quàng Văn Hương | 82,58     | Phó Chủ tịch Hội đồng Dân tộc Quốc hội |
| 2      | - Mường La Sông Mã Sốp Cộp Quỳnh Nhai | Chá A Của       | 81,65     | Phó Chủ tịch Thường trực Hội đồng nhân dân tỉnh Sơn La |
| 3      | - Mộc Châu Vân Hồ Phù Yên Bắc Yên     | Đinh Công Sỹ    | 87,32     | Ủy viên Thường trực Ủy ban Đối ngoại Quốc hội 7.2021 - 9.2022: Phó Chủ nhiệm Ủy ban Đối ngoại Quốc hội 9.2022: Phó Chủ nhiệm Ủy ban Văn hóa, Giáo dục Quốc hội |
| 3      | - Mộc Châu Vân Hồ Phù Yên Bắc Yên     | Vi Đức Thọ      | 83,56     | Chủ tịch Mặt trận Tổ quốc tỉnh Sơn La |

## Tây Ninh
| Đơn vị | Địa phương                                             | Người trúng cử       | Tỷ lệ (%) | Ghi chú |
| ------ | ------------------------------------------------------ | -------------------- | --------- | --- |
| 1      | - Trảng Bàng Bến Cầu Gò Dầu Châu Thành                 | Phạm Hùng Thái       | 73,39     | Phó Bí thư Thường trực Tỉnh ủy Tây Ninh 7.2021: Phó Bí thư Thường trực Tỉnh ủy Tây Ninh, Trưởng đoàn ĐBQH tỉnh |
| 1      | - Trảng Bàng Bến Cầu Gò Dầu Châu Thành                 | Nguyễn Trọng Nghĩa   | 71,63     | Thượng tướng, Trưởng ban Tuyên giáo Trung ương                                                                 |
| 1      | - Trảng Bàng Bến Cầu Gò Dầu Châu Thành                 | Hoàng Thị Thanh Thúy | 63,25     | Bí thư Tỉnh đoàn Tây Ninh 7.2021: Phó Trưởng đoàn chuyên trách Đoàn ĐBQH tỉnh Tây Ninh                         |
| 2      | - Tây Ninh Hòa Thành Tân Biên Tân Châu Dương Minh Châu | Huỳnh Thanh Phương   | 70,84     | Phó Trưởng đoàn chuyên trách Đoàn ĐBQH tỉnh Tây Ninh 7.2021: Bí thư Huyện ủy Gò Dầu                            |
| 2      | - Tây Ninh Hòa Thành Tân Biên Tân Châu Dương Minh Châu | Nguyễn Mạnh Tiến     | 66,19     | Phó Chủ nhiệm Ủy ban Đối ngoại Quốc hội                                                                        |
| 2      | - Tây Ninh Hòa Thành Tân Biên Tân Châu Dương Minh Châu | Trần Hữu Hậu         | 56,17     | Phó Tổng Thư ký Hiệp hội Điều Việt Nam                                                                         |

## Thái Bình
| Đơn vị | Địa phương                      | Người trúng cử                 | Tỷ lệ (%) | Ghi chú |
| ------ | ------------------------------- | ------------------------------ | --------- | --- |
| 1      | - Vũ Thư Hưng Hà Quỳnh Phụ      | Nguyễn Khắc Định               | 86,23     | Phó Chủ tịch Quốc hội |
| 1      | - Vũ Thư Hưng Hà Quỳnh Phụ      | Nguyễn Văn Huy                 | 82,42     | Bí thư Huyện ủy Hưng Hà 7.2021: Phó Trưởng đoàn chuyên trách Đoàn ĐBQH tỉnh Thái Bình                                                    |
| 1      | - Vũ Thư Hưng Hà Quỳnh Phụ      | Trần Khánh Thu                 | 50,02     | |
| 2      | - Đông Hưng Thái Thụy           | Nguyễn Văn An (Nguyễn Minh An) | 86,26     | Phó Tổng Giám đốc Truyền hình Quốc hội 7.2021: Ủy viên Thường trực Ủy ban Khoa học, Công nghệ và Môi trường Quốc hội                     |
| 2      | - Đông Hưng Thái Thụy           | Nguyễn Thị Thu Dung            | 75,90     | Hiệu trưởng Trường Cao đẳng Y tế Thái Bình                                                                                               |
| 2      | - Đông Hưng Thái Thụy           | Phan Đức Hiếu                  | 70,61     | Phó Viện trưởng Viện Nghiên cứu Quản lý kinh tế Trung ương, Bộ Kế hoạch và Đầu tư 7.2021: Ủy viên Thường trực Ủy ban Kinh tế Quốc hội    |
| 3      | - Thái Bình Tiền Hải Kiến Xương | Ngô Đông Hải                   | 90,17     | Bí thư Tỉnh ủy Thái Bình 7.2021 - 11.2024: Bí thư Tỉnh ủy Thái Bình, Trưởng đoàn ĐBQH tỉnh 11.2024: Phó Trưởng ban Tuyên giáo Trung ương |
| 3      | - Thái Bình Tiền Hải Kiến Xương | Lại Văn Hoàn                   | 84,72     | Phó Chủ tịch Ủy ban nhân dân tỉnh Thái Bình                                                                                              |
| 3      | - Thái Bình Tiền Hải Kiến Xương | Nguyễn Văn Thân                | 71,07     | Chủ tịch Hiệp hội Doanh nghiệp nhỏ và vừa Việt Nam                                                                                       |

## Thái Nguyên
| Đơn vị | Địa phương                    | Người trúng cử    | Tỷ lệ (%) | Ghi chú |
| ------ | ----------------------------- | ----------------- | --------- | --- |
| 1      | - Đại Từ Định Hóa Phú Lương   | Nguyễn Công Hoàng | 74,74     | Giám đốc Bệnh viện Đa khoa Trung ương Thái Nguyên Phó Hiệu trưởng Đại học Y-Dược Thái Nguyên Trưởng Bộ môn Tai Mũi Họng, Đại học Y-Dược Thái Nguyên |
| 1      | - Đại Từ Định Hóa Phú Lương   | Lý Văn Huấn       | 57,73     | Phó Viện trưởng Viện kiểm sát nhân dân tỉnh Thái Nguyên                                                                                             |
| 2      | - Thái Nguyên Đồng Hỷ Võ Nhai | Phan Văn Giang    | 88,68     | Thượng tướng, Bộ trưởng Bộ Quốc phòng 7.2021: Đại tướng, Bộ trưởng Bộ Quốc phòng                                                                    |
| 2      | - Thái Nguyên Đồng Hỷ Võ Nhai | Đoàn Thị Hảo      | 70,44     | Phó Trưởng đoàn chuyên trách Đoàn ĐBQH tỉnh Thái Nguyên                                                                                             |
| 2      | - Thái Nguyên Đồng Hỷ Võ Nhai | Nguyễn Lâm Thành  | 67,31     | Phó Chủ tịch Hội đồng Dân tộc Quốc hội |
| 3      | - Sông Công Phổ Yên Phú Bình  | Nguyễn Thanh Hải  | 85,86     | Bí thư Tỉnh ủy Thái Nguyên, Trưởng đoàn ĐBQH tỉnh 6.2024: Trưởng ban Công tác Đại biểu Quốc hội, Phó Trưởng ban Tổ chức Trung ương                  |
| 3      | - Sông Công Phổ Yên Phú Bình  | Hoàng Anh Công    | 77,90     | Phó Trưởng ban Dân nguyện Quốc hội |

## Thanh Hóa
| Đơn vị | Địa phương                                                                      | Người trúng cử | Tỷ lệ (%) | Ghi chú |
| ------ | ------------------------------------------------------------------------------- | -------------- | --------- | --- |
| 1      | - Thanh Hóa Sầm Sơn Hoằng Hóa Đông Sơn                                          | Bùi Mạnh Khoa  | 92,31     | Cục trưởng Cục Thi hành án dân sự tỉnh Thanh Hóa 7.2021: Ủy viên chuyên trách Ủy ban Pháp luật Quốc hội |
| 1      | - Thanh Hóa Sầm Sơn Hoằng Hóa Đông Sơn                                          | Trần Văn Thức  | 91,44     | Giám đốc Sở Giáo dục và Đào tạo tỉnh Thanh Hóa |
| 1      | - Thanh Hóa Sầm Sơn Hoằng Hóa Đông Sơn                                          | Võ Mạnh Sơn    | 90,60     | Chủ tịch Liên đoàn Lao động tỉnh Thanh Hóa |
| 2      | - Bỉm Sơn Hà Trung Nga Sơn Hậu Lộc Vĩnh Lộc Thạch Thành                         | Lương Cường    | 97,72     | Đại tướng, Chủ nhiệm Tổng cục Chính trị 5.2024 - 10.2024: Đại tướng, Thường trực Ban Bí thư Trung ương Đảng Cộng sản Việt Nam 10.2024: Đại tướng, Chủ tịch nước Cộng hoà Xã hội Chủ nghĩa Việt Nam                      |
| 2      | - Bỉm Sơn Hà Trung Nga Sơn Hậu Lộc Vĩnh Lộc Thạch Thành                         | Mai Văn Hải    | 93,94     | Phó Bí thư Đảng ủy Khối Cơ quan và Doanh nghiệp tỉnh Thanh Hóa 7.2021: Phó Trưởng đoàn chuyên trách Đoàn ĐBQH tỉnh Thanh Hóa                                                                                            |
| 2      | - Bỉm Sơn Hà Trung Nga Sơn Hậu Lộc Vĩnh Lộc Thạch Thành                         | Cao Mạnh Linh  | 89,86     | Phó Vụ trưởng Vụ Tư pháp, Văn phòng Quốc hội, Thư ký Phó Chủ tịch Thường trực Quốc hội Tòng Thị Phóng 7.2021 - 3.2024: Ủy viên chuyên trách Ủy ban Tư pháp Quốc hội 3.2024: Ủy viên Thường trực Ủy ban Tư pháp Quốc hội |
| 3      | - Nghi Sơn Quảng Xương Nông Cống Như Xuân Như Thanh                             | Đào Ngọc Dung  | 92,06     | Bộ trưởng Bộ Lao động – Thương binh và Xã hội |
| 3      | - Nghi Sơn Quảng Xương Nông Cống Như Xuân Như Thanh                             | Vũ Xuân Hùng   | 90,50     | Đại tá, Phó Tham mưu trưởng Quân khu 4 7.2021: Thiếu tướng, Ủy viên Thường trực Ủy ban Quốc phòng và An ninh Quốc hội                                                                                                   |
| 3      | - Nghi Sơn Quảng Xương Nông Cống Như Xuân Như Thanh                             | Cầm Thị Mẫn    | 81,17     | Phó Bí thư Chi bộ Văn phòng Đoàn ĐBQH tỉnh Thanh Hóa |
| 4      | - Triệu Sơn Thiệu Hóa Yên Định Thọ Xuân                                         | Cao Thị Xuân   | 91,67     | Phó Chủ tịch Hội đồng Dân tộc Quốc hội |
| 4      | - Triệu Sơn Thiệu Hóa Yên Định Thọ Xuân                                         | Lê Văn Cường   | 89,71     | Phó Giám đốc Bệnh viện Đa khoa tỉnh Thanh Hóa |
| 4      | - Triệu Sơn Thiệu Hóa Yên Định Thọ Xuân                                         | Lê Thanh Hoàn  | 89,67     | Phó Vụ trưởng Vụ Pháp luật, Văn phòng Quốc hội 7.2021: Ủy viên chuyên trách Ủy ban Pháp luật Quốc hội |
| 5      | - Quan Hóa Quan Sơn Mường Lát Lang Chánh Bá Thước Ngọc Lặc Thường Xuân Cẩm Thủy | Lại Thế Nguyên | 96,53     | Phó Bí thư Thường trực Tỉnh ủy Thanh Hóa 7.2021 - 12.2024: Phó Bí thư Thường trực Tỉnh ủy Thanh Hóa, Trưởng đoàn ĐBQH tỉnh 12.2024: Phó Bí thư Thường trực Tỉnh ủy Thanh Hóa, Chủ tịch HĐND tỉnh, Trưởng đoàn ĐBQH tỉnh |
| 5      | - Quan Hóa Quan Sơn Mường Lát Lang Chánh Bá Thước Ngọc Lặc Thường Xuân Cẩm Thủy | Phạm Thị Xuân  | 88,67     | |

## Tiền Giang
| Đơn vị | Địa phương                                              | Người trúng cử        | Tỷ lệ (%) | Ghi chú |
| ------ | ------------------------------------------------------- | --------------------- | --------- | --- |
| 1      | - Cai Lậy Cái Bè Cai Lậy                                | Nguyễn Văn Danh       | 78,10     | Bí thư Tỉnh ủy Tiền Giang 7.2021: Bí thư Tỉnh ủy Tiền Giang, Trưởng đoàn ĐBQH tỉnh                                              |
| 1      | - Cai Lậy Cái Bè Cai Lậy                                | Nguyễn Kim Tuyến      | 75,81     | Giám đốc Sở Tài chính tỉnh Tiền Giang                                                                                           |
| 1      | - Cai Lậy Cái Bè Cai Lậy                                | Nguyễn Thanh Cầm      | 67,52     | Trưởng ban Chính sách-Luật pháp, Hội Liên hiệp Phụ nữ 7.2021: Ủy viên Thường trực Ủy ban Xã hội Quốc hội                        |
| 2      | - Mỹ Tho Tân Phước Châu Thành                           | Nguyễn Văn Dương      | 60,24     | Phó Giám đốc Sở Y tế tỉnh Tiền Giang                                                                                            |
| 2      | - Mỹ Tho Tân Phước Châu Thành                           | Nguyễn Hoàng Mai      | 55,72     | Phó Chủ nhiệm Ủy ban Xã hội Quốc hội                                                                                            |
| 3      | - Gò Công Chợ Gạo Gò Công Tây Gò Công Đông Tân Phú Đông | Tạ Minh Tâm           | 73,22     | Phó Trưởng đoàn ĐBQH tỉnh Tiền Giang                                                                                            |
| 3      | - Gò Công Chợ Gạo Gò Công Tây Gò Công Đông Tân Phú Đông | Nguyễn Thị Uyên Trang | 69,28     | Bí thư Tỉnh đoàn Tiền Giang 1.2022: Phó Trưởng ban Tuyên giáo Tỉnh ủy Tiền Giang, Giám đốc Sở Văn hóa, Thể thao và Du lịch tỉnh |
| 3      | - Gò Công Chợ Gạo Gò Công Tây Gò Công Đông Tân Phú Đông | Nguyễn Minh Sơn       | 68,90     | Phó Chủ nhiệm Ủy ban Kinh tế Quốc hội                                                                                           |

## Trà Vinh
| Đơn vị | Địa phương                                        | Người trúng cử     | Tỷ lệ (%) | Ghi chú                                                                                  |
| ------ | ------------------------------------------------- | ------------------ | --------- | ---------------------------------------------------------------------------------------- |
| 1      | - Trà Vinh Càng Long Cầu Kè Tiểu Cần              | Trần Quốc Tuấn     | 70,11     | Trưởng ban Tuyên giáo Tỉnh ủy Trà Vinh                                                   |
| 1      | - Trà Vinh Càng Long Cầu Kè Tiểu Cần              | Phạm Thị Hồng Diễm | 62,12     | Phó Giám đốc Sở Lao động-Thương binh và Xã hội tỉnh Trà Vinh                             |
| 1      | - Trà Vinh Càng Long Cầu Kè Tiểu Cần              | Thạch Phước Bình   | 60,62     | Phó Trưởng đoàn chuyên trách Đoàn ĐBQH tỉnh Trà Vinh                                     |
| 2      | - Duyên Hải Châu Thành Cầu Ngang Trà Cú Duyên Hải | Ngô Chí Cường      | 75,55     | Bí thư Tỉnh ủy Trà Vinh, Trưởng đoàn ĐBQH tỉnh Trà Vinh                                  |
| 2      | - Duyên Hải Châu Thành Cầu Ngang Trà Cú Duyên Hải | Huỳnh Thị Hằng Nga | 66,20     | Bí thư Huyện ủy Càng Long 11.2024: Chủ tịch Hội Liên hiệp Phụ nữ tỉnh Trà Vinh           |
| 2      | - Duyên Hải Châu Thành Cầu Ngang Trà Cú Duyên Hải | Bế Trung Anh       | 55,50     | Chủ tịch Hội đồng Học viện Dân tộc 7.2021: Ủy viên Thường trực Hội đồng Dân tộc Quốc hội |

## Tuyên Quang
Miễn nhiệm hoặc bãi nhiệm hoặc cách chức
| Đơn vị | Địa phương                   | Người trúng cử  | Tỷ lệ (%) | Ghi chú                                                                                              |
| ------ | ---------------------------- | --------------- | --------- | --- |
| 1      | - Na Hang Lâm Bình Chiêm Hóa | Chẩu Văn Lâm    | 87,63     | Thôi chức ngày 13 tháng 8 năm 2024                                                                   |
| 1      | - Na Hang Lâm Bình Chiêm Hóa | Nguyễn Việt Hà  | 76,40     | Giám đốc Ngân hàng Agribank - Chi nhánh Tuyên Quang                                                  |
| 2      | - Hàm Yên Yên Sơn            | Lò Thị Việt Hà  | 68,84     | Chánh Văn phòng Đảng-Đoàn thể, Văn phòng Quốc hội 7.2021: Ủy viên Thường trực Ủy ban Xã hội Quốc hội |
| 2      | - Hàm Yên Yên Sơn            | Âu Thị Mai      | 66,92     | Giám đốc Sở Văn hóa, Thể thao và Du lịch tỉnh Tuyên Quang                                            |
| 3      | - Tuyên Quang Sơn Dương      | Nguyễn Đắc Vinh | 80,68     | Chủ nhiệm Ủy ban Văn hóa, Giáo dục của Quốc hội                                                      |
| 3      | - Tuyên Quang Sơn Dương      | Ma Thị Thúy     | 70,29     | Phó Trưởng đoàn chuyên trách Đoàn ĐBQH tỉnh Tuyên Quang                                              |

## Vĩnh Long
Miễn nhiệm hoặc bãi nhiệm hoặc cách chức
| Đơn vị | Địa phương                             | Người trúng cử         | Tỷ lệ (%) | Ghi chú |
| ------ | -------------------------------------- | ---------------------- | --------- | --- |
| 1      | - Vĩnh Long Long Hồ Mang Thít Tam Bình | Bùi Văn Nghiêm         | 74,10     | Bí thư Tỉnh ủy Vĩnh Long, Chủ tịch HĐND tỉnh 7.2021: Bí thư Tỉnh ủy Vĩnh Long, Chủ tịch HĐND tỉnh, Trưởng đoàn ĐBQH tỉnh                                  |
| 1      | - Vĩnh Long Long Hồ Mang Thít Tam Bình | Nguyễn Thị Minh Trang  | 66,79     | Bí thư Huyện ủy Mang Thít 7.2021 - 2.2022: Phó Trưởng đoàn DBQH tỉnh Vĩnh Long 2.2022: Trưởng ban Tuyên giáo Tỉnh ủy Vĩnh Long, Phó Trưởng đoàn DBQH tỉnh |
| 1      | - Vĩnh Long Long Hồ Mang Thít Tam Bình | Trịnh Minh Bình        | 57,29     | Trưởng phòng Hành chính - Bổ trợ tư pháp, Sở Tư pháp tỉnh Vĩnh Long                                                                                       |
| 2      | - Bình Tân Trà Ôn Vũng Liêm            | Nguyễn Thanh Long      | 67,55     | Ngày 07/06/2022, Quốc hội đã bãi nhiệm tư cách Đại biểu Quốc hội khóa XV.                                                                                 |
| 2      | - Bình Tân Trà Ôn Vũng Liêm            | Nguyễn Thị Quyên Thanh | 67,11     | Phó Chủ tịch Ủy ban nhân dân tỉnh Vĩnh Long |
| 2      | - Bình Tân Trà Ôn Vũng Liêm            | Nguyễn Thanh Phong     | 65,42     | Chánh Thanh tra Sở Giao thông vận tải tỉnh Vĩnh Long |

## Vĩnh Phúc
Miễn nhiệm hoặc bãi nhiệm hoặc cách chức
| Đơn vị | Địa phương                                       | Người trúng cử      | Tỷ lệ (%) | Ghi chú                                                                                                |
| ------ | ------------------------------------------------ | ------------------- | --------- | --- |
| 1      | - Vĩnh Yên Phúc Yên Vĩnh Tường Yên Lạc           | Hoàng Thị Thúy Lan  | 92,68     | Bãi nhiệm ngày 21 tháng 3 năm 2024                                                                     |
| 1      | - Vĩnh Yên Phúc Yên Vĩnh Tường Yên Lạc           | Bùi Thanh Sơn       | 89,14     | Bộ trưởng Bộ Ngoại giao 8.2024: Phó Thủ tướng Chính phủ, Bộ trưởng Bộ Ngoại giao                       |
| 1      | - Vĩnh Yên Phúc Yên Vĩnh Tường Yên Lạc           | Trần Văn Tiến       | 86,12     | Giám đốc Sở Công thương tỉnh Vĩnh Phúc 7.2021: Phó Chủ tịch Hội Xây dựng tỉnh Vĩnh Phúc                |
| 2      | - Sông Lô Tam Dương Tam Đảo Lập Thạch Bình Xuyên | Nguyễn Văn Mạnh     | 86,57     | Phó Trưởng ban Tổ chức Tỉnh ủy Vĩnh Phúc 7.2021: Phó Trưởng đoàn chuyên trách Đoàn ĐBQH tỉnh Vĩnh Phúc |
| 2      | - Sông Lô Tam Dương Tam Đảo Lập Thạch Bình Xuyên | Thái Quỳnh Mai Dung | 82,81     | Trưởng ban Đối ngoại, Tổng Liên đoàn Lao động 7.2021: Ủy viên Thường trực Ủy ban Đối ngoại Quốc hội    |
| 2      | - Sông Lô Tam Dương Tam Đảo Lập Thạch Bình Xuyên | Lê Tất Hiếu         | 82,63     | Viện trưởng Viện kiểm sát nhân dân tỉnh Vĩnh Phúc                                                      |

## Yên Bái
| Đơn vị | Địa phương                                        | Người trúng cử     | Tỷ lệ (%) | Ghi chú |
| ------ | ------------------------------------------------- | ------------------ | --------- | --- |
| 1      | - Yên Bái Yên Bình Trấn Yên Lục Yên               | Đỗ Đức Duy         | 94,97     | Bãi nhiệm ngày 18 tháng 7 năm 2025                                                                                |
| 1      | - Yên Bái Yên Bình Trấn Yên Lục Yên               | Nguyễn Thành Trung | 90,12     | Phó Vụ trưởng Vụ Thông tin, Văn phòng Quốc hội 7.2021: Ủy viên chuyên trách Ủy ban Tài chính – Ngân sách Quốc hội |
| 1      | - Yên Bái Yên Bình Trấn Yên Lục Yên               | Triệu Thị Huyền    | 84,38     | |
| 2      | - Nghĩa Lộ Văn Chấn Trạm Tấu Mù Cang Chải Văn Yên | Phạm Thị Thanh Trà | 96,59     | Bộ trưởng Bộ Nội vụ Phó Trưởng ban Tổ chức Trung ương                                                             |
| 2      | - Nghĩa Lộ Văn Chấn Trạm Tấu Mù Cang Chải Văn Yên | Nguyễn Quốc Luận   | 94,48     | Trưởng ban Kinh tế - Ngân sách, HĐND tỉnh Yên Bái 7.2021: Phó Trưởng đoàn chuyên trách Đoàn ĐBQH tỉnh Yên Bái     |
| 2      | - Nghĩa Lộ Văn Chấn Trạm Tấu Mù Cang Chải Văn Yên | Khang Thị Mào      | 90,70     | Phó Chủ tịch Mặt trận Tổ quốc huyện Mù Cang Chải                                                                  |

## Thay đổi nhân sự
Ngày 7 tháng 6 năm 2022, ông Nguyễn Thanh Long, bộ trưởng Bộ Y tế, trong vụ án sai phạm tại Công ty cổ phần Công nghệ Việt Á bị bãi nhiệm chức vụ đại biểu Quốc hội khóa XV thuộc Đoàn đại biểu Quốc hội tỉnh Vĩnh Long.
Ngày 5 tháng 1 năm 2023, Quốc hội đồng ý cho thôi làm nhiệm vụ đại biểu Quốc hội khóa XV đối với ông Phạm Bình Minh thuộc Đoàn đại biểu Quốc hội tỉnh Bà Rịa – Vũng Tàu và ông Lê Minh Chuẩn thuộc Đoàn đại biểu Quốc hội tỉnh Quảng Ninh.
Ngày 18 tháng 1 năm 2023, Quốc hội đã cho thôi làm nhiệm vụ đại biểu Quốc hội khóa XV (thuộc Đoàn đại biểu Quốc hội Thành phố Hồ Chí Minh) đối với ông Nguyễn Xuân Phúc.
Ngày 22 tháng 5 năm 2023, Quốc hội đã cho thôi làm nhiệm vụ đại biểu Quốc hội khóa XV (thuộc Đoàn đại biểu Quốc hội tỉnh Đồng Nai) đối với ông Nguyễn Phú Cường.
Ngày 9 tháng 1 năm 2024, Ủy ban Thường vụ Quốc hội đã cho thôi làm nhiệm vụ đại biểu Quốc hội khóa XV (thuộc Đoàn đại biểu Quốc hội tỉnh An Giang) đối với ông Nguyễn Văn Thạnh.
Ngày 5 tháng 2 năm 2024, Ủy ban Thường vụ Quốc hội đã cho thôi làm nhiệm vụ đại biểu Quốc hội khóa XV (thuộc Đoàn đại biểu Quốc hội tỉnh Khánh Hòa) đối với ông Trần Tuấn Anh.
Ngày 21 tháng 3 năm 2024, Quốc hội đã cho thôi làm nhiệm vụ đại biểu Quốc hội khóa XV (thuộc Đoàn đại biểu Quốc hội Thành phố Đà Nẵng) đối với ông Võ Văn Thưởng và bãi nhiệm đại biểu Quốc hội khóa XV (thuộc Đoàn đại biểu Quốc hội tỉnh Vĩnh Phúc) đối với bà Hoàng Thị Thúy Lan.
Ngày 2 tháng 5 năm 2024, Quốc hội đã cho thôi làm nhiệm vụ đại biểu Quốc hội khóa XV (thuộc Đoàn đại biểu Quốc hội Thành phố Hải Phòng) đối với ông Vương Đình Huệ và bãi nhiệm đại biểu Quốc hội khóa XV (thuộc Đoàn đại biểu Quốc hội tỉnh Bắc Giang) đối với ông Dương Văn Thái.
Ngày 16 tháng 5 năm 2024, Ủy ban Thường vụ Quốc hội đã cho thôi làm nhiệm vụ đại biểu Quốc hội khóa XV (thuộc Đoàn đại biểu Quốc hội tỉnh Hòa Bình) đối với bà Trương Thị Mai.
Ngày 25 tháng 6 năm 2024, Quốc hội đã cho thôi làm nhiệm vụ đại biểu Quốc hội khóa XV (thuộc Đoàn đại biểu Quốc hội Thành phố Hà Nội) đối với ông Đinh Tiến Dũng.
Ngày 19 tháng 7 năm 2024, Tổng Bí thư Đảng Cộng sản Việt Nam, đại biểu Quốc hội khóa XV (thuộc Đoàn đại biểu Quốc hội Thành phố Hà Nội) Nguyễn Phú Trọng từ trần.
Ngày 5 tháng 8 năm 2024, Đại biểu Quốc hội khóa XV (thuộc Đoàn đại biểu Quốc hội Thành phố Hà Nội) Vũ Tiến Lộc qua đời.
Ngày 13 tháng 8 năm 2024, Quốc hội đã cho thôi làm nhiệm vụ đại biểu Quốc hội khóa XV đối với ông Đặng Quốc Khánh (thuộc Đoàn đại biểu Quốc hội tỉnh Hà Giang) và ông Chẩu Văn Lâm (thuộc Đoàn đại biểu Quốc hội tỉnh Tuyên Quang).
Ngày 26 tháng 8 năm 2024, Quốc hội đã bãi nhiệm đại biểu Quốc hội khóa XV (thuộc Đoàn đại biểu Quốc hội tỉnh Cà Mau) đối với ông Lê Thanh Vân.
Ngày 25 tháng 9 năm 2024, Ủy ban Thường vụ Quốc hội đã cho thôi làm nhiệm vụ đại biểu Quốc hội khóa XV (thuộc Đoàn đại biểu Quốc hội tỉnh Lâm Đồng) đối với ông Trần Đình Văn.
Ngày 25 tháng 10 năm 2024, Quốc hội đã cho thôi làm nhiệm vụ đại biểu Quốc hội khóa XV (thuộc Đoàn đại biểu Quốc hội tỉnh Hải Dương) đối với ông Bùi Văn Cường.
Ngày 15 tháng 1 năm 2025, Quốc hội đã cho thôi làm nhiệm vụ đại biểu Quốc hội khóa XV đối với ông Dương Văn An (thuộc Đoàn đại biểu Quốc hội tỉnh Vĩnh Phúc).
Ngày 18 tháng 7 năm 2025, Ủy ban Thường vụ Quốc hội đã cho thôi làm nhiệm vụ đại biểu Quốc hội khóa XV đối với ông Đỗ Đức Duy (thuộc Đoàn đại biểu Quốc hội tỉnh Lào Cai, trước đây là tỉnh Yên Bái).